# Wer wird Millionär?
Wer wird Millionär? ist die deutsche Ausgabe der britischen Quizshow Who Wants to Be a Millionaire? Seit dem 3. September 1999 wird sie von der Endemol Shine Germany GmbH in Hürth-Efferen bei Köln auf dem Studiogelände der EMG Germany (ehemals nobeo) produziert, vom Privatsender RTL ausgestrahlt und von Günther Jauch moderiert. Die Quizshow ist eine der beliebtesten und bekanntesten in Deutschland.

## Ablauf

### Konzept
Das Konzept der Sendung entspricht weitgehend dem britischen Original Who Wants to Be a Millionaire, ebenso wie auch die Millionenshow in Österreich und Milionerzy in Polen.
In der Show bekommen sechs Kandidaten (zuvor acht, davor fünf, früher zehn) die Chance, eine Million Euro zu gewinnen, wenn sie 15 Fragen mit jeweils vier vorgegebenen Antwortmöglichkeiten richtig beantworten. Die Bewerber werden in Großaufnahme mit Namen und Wohnort gezeigt. Bis Anfang der 2020er Jahre wurden sie mit einem meistens amüsanten Fakt aus ihrem Leben vorgestellt.
In einer Auswahlrunde mit 20 Sekunden maximaler Antwortzeit, in der die Teilnehmer eine Reihenfolge aus vier Gliedern festlegen müssen, wird der am schnellsten richtig antwortende Kandidat ermittelt. Dieser nimmt in der Mitte des Studios Platz und erhält nacheinander bis zu 15 Allgemeinwissensfragen steigenden Schwierigkeitsgrads vorgelegt. Jede dieser Fragen ist mit einer sich erhöhenden Gewinnsumme verbunden. Dabei stehen dem Spieler verschiedene Joker zur Verfügung.
Das Spiel endet, sobald der Kandidat eine Frage falsch beantwortet, die Millionenfrage löst oder freiwillig aussteigt. Im ersten Fall erhält der Spieler die Gewinnsumme der letzten durchschrittenen Sicherheitsstufe, im zweiten Fall eine Million Euro und bei der dritten Möglichkeit die zur letzten richtig beantworteten Frage gehörige Gewinnsumme. Im Gegensatz zu anderen Quizsendungen kann der Kandidat, nachdem eine Frage vorgelesen wurde, noch aussteigen, ohne Geld zu verlieren.

### Gewinnstufen
Es gibt insgesamt 15 Gewinnstufen. Bis zur Einführung des Euro im Jahre 2002 gab es die Gewinnstufe 250.000 DM (Frage 12 auf 13). Um dem Titel der Sendung weiterhin gerecht zu werden, ohne bereits bei der 1. Frage mit 100 Euro beginnen zu müssen, wird der Gewinn zwischen der 13. und der 14. Frage nicht verdoppelt, sondern vervierfacht. Auch zwischen den Fragen 3 und 4, 4 und 5 sowie 12 und 13 verdoppelt sich die Summe nicht.
| Frage | Gewinnsumme    | Gewinnsumme      | Zocker-Special                      | 1500. Sendung                   | 3-Mio.-Euro-Woche |
| Frage | 1999–2001      | seit 2002        | seit 2013                           | 2021                            | seit 2022         |
| ----- | -------------- | ---------------- | ----------------------------------- | ------------------------------- | ----------------- |
| 01    | 0.000.100 DM   | 0.000.050 Euro   | 0.000.100 Euro                      | 0.000.001 Euro                  | 0.000.100 Euro    |
| 02    | 0.000.200 DM   | 0.000.100 Euro   | 0.000.200 Euro                      | 0.000.005 Euro                  | 0.000.200 Euro    |
| 03    | 0.000.300 DM   | 0.000.200 Euro   | 0.000.300 Euro                      | 0.000.055 Euro                  | 0.000.400 Euro    |
| 04    | 0.000.500 DM   | 0.000.300 Euro   | 0.000.500 Euro                      | 0.000.111 Euro                  | 0.000.500 Euro    |
| 05    | 0.001.000 DM 1 | 0.000.500 Euro 1 | 0.001.000 Euro 1                    | 0.000.555 Euro 1                | 0.001.000 Euro 1  |
| 06    | 0.002.000 DM   | 0.001.000 Euro   | 0.002.000 Euro                      | 0.001.111 Euro                  | 0.002.000 Euro    |
| 07    | 0.004.000 DM   | 0.002.000 Euro   | 0.004.000 Euro                      | 0.002.222 Euro                  | 0.005.000 Euro    |
| 08    | 0.008.000 DM   | 0.004.000 Euro   | 0.008.000 Euro                      | 0.004.444 Euro                  | 0.010.000 Euro    |
| 09    | 0.016.000 DM   | 0.008.000 Euro   | 0.016.000 Euro ab hier vier Joker 3 | 0.008.888 Euro                  | 0.020.000 Euro    |
| 10    | 0.032.000 DM 1 | 0.016.000 Euro 2 | 0.032.000 Euro                      | 0.015.555 Euro 0.033.333 Euro 4 | 0.030.000 Euro    |
| 11    | 0.064.000 DM   | 0.032.000 Euro   | 0.064.000 Euro                      | 0.055.555 Euro                  | 0.050.000 Euro    |
| 12    | 0.125.000 DM   | 0.064.000 Euro   | 0.125.000 Euro                      | 0.077.777 Euro                  | 0.100.000 Euro    |
| 13    | 0.250.000 DM   | 0.125.000 Euro   | 0.250.000 Euro                      | 0.133.333 Euro                  | 0.250.000 Euro    |
| 14    | 0.500.000 DM   | 0.500.000 Euro   | 0.750.000 Euro                      | 0.555.555 Euro                  | 0.900.000 Euro    |
| 15    | 1.000.000 DM   | 1.000.000 Euro   | 2.000.000 Euro                      | 1.500.000 Euro                  | 3.000.000 Euro    |

Legende
 1. Sicherheitsstufe oder alleinige Sicherheitsstufe
 2. Sicherheitsstufe (bei drei Jokern)
 Maximalgewinn

### Joker
Dem Kandidaten stehen drei Joker zur Verfügung, die ihm bei den Fragen helfen sollen. Wählt er vorab anstelle der bisherigen, „klassischen“ Variante die im Herbst 2007 eingeführte „Risikovariante“, wird ein vierter – sogenannter Zusatzjoker – geschaltet. Der Spieler muss dafür auf die Sicherheitsstufe bei 16.000 Euro verzichten. Dabei darf jede dieser Hilfen nur einmal eingesetzt werden. Der Kandidat hat zudem die Möglichkeit, die Joker miteinander zu verknüpfen. So kann er zum Beispiel zunächst die 50:50-Hilfestellung und gleich danach den Publikumsjoker benutzen.

#### 50:50-Joker
Der 50:50-Joker blendet zwei falsche Antworten aus. Nach der Aktivierung sieht der Kandidat nur noch zwei statt vier Antwortmöglichkeiten, von denen eine richtig und eine falsch ist.

#### Publikumsjoker
Ist sich der Kandidat bei einer Frage unsicher, darf er das gesamte Publikum befragen. Jeder Gast kann sich mit einem Tastenfeld neben dem Sitz für eine der vier möglichen Antworten entscheiden. Auf dem Tastenfeld sind vier Buttons mit den Buchstaben A, B, C und D abgebildet. Drückt man einen Button, leuchtet auf dem Tastenfeld ein kleiner Bildschirm auf, in dem steht, welche Antwortmöglichkeit ausgewählt wurde, zum Beispiel „Gewählt: A“. Nach der Abstimmung wird eine Grafik über die abgegebenen Stimmen nach Prozentanteilen angezeigt. Die Anzahl an abgegebenen Stimmen steht nicht dabei; manchmal verrät sie der Moderator.

#### Telefonjoker
Einer von drei – vom Kandidaten vor der Sendung benannten – Telefonjokern darf ihm bei der Lösung einer Frage helfen. Die drei Personen werden mit Foto und Namen vorgestellt. Der Kandidat lässt eine von ihnen vom Studio aus anrufen. Sobald er beginnt, die Frage zu stellen, läuft ein Countdown von 30 Sekunden; danach wird das Gespräch automatisch abgebrochen.
Eine erweiterte Möglichkeit, den Telefonjoker einzusetzen, ist nur in der „Risikovariante“ möglich. Ähnlich wie der Telefonjoker bietet diese Option dem Kandidaten die Möglichkeit, einen per Zufallsgenerator ausgewählten Teilnehmer in Deutschland anzurufen. Vorgaben wie etwa Geschlecht oder Wohnort sind möglich. Der Zufallsgenerator ruft so lange bei unterschiedlichen Teilnehmern an, bis jemand abhebt; sobald jemand abhebt, gilt der Joker als gespielt. Nach 30 Sekunden wird wie in den internationalen Regeln der Anruf unterbrochen. Sollte der Angerufene richtig antworten, erhält dieser 500 Euro. Erstmals genutzt wurde er in der Sendung vom 14. September 2007: Die zufällig ausgewählte Gesprächspartnerin aus Berlin wusste, dass die Berliner Siegessäule früher woanders stand. Wird einer der beiden Telefonjoker genutzt, verfällt immer der andere.

#### Zusatzjoker
Setzt der Kandidat den Zusatzjoker ein, bittet der Moderator diejenigen Zuschauer aufzustehen, welche glauben, die Antwort zur Frage zu kennen. Von diesen wählt der Kandidat einen aus, ohne mit ihm vorher sprechen zu dürfen. Nun ist ein Gespräch mit dem Zuschauer möglich, in dem der Zuschauer dem Kandidaten seine Antwort auf die Frage nennt und möglichst begründet. Wie bei allen Jokern entscheidet letztlich der Kandidat, der nach wie vor die Möglichkeit hat, weitere Joker zu verwenden oder aus dem Spiel auszusteigen. Stimmt die Antwort des Zuschauers, erhält dieser 500 Euro – unabhängig davon, wie der Kandidat das Spiel fortsetzt.

#### Sonderregeln während der COVID-19-Pandemie
Wegen der Maßnahmen zur COVID-19-Pandemie in Deutschland gab es bei den im April und Mai 2020 ausgestrahlten Ausgaben kein Studiopublikum, und die anfängliche Auswahlrunde umfasste nur sechs statt der üblichen acht Kandidaten. Publikumsjoker und Zusatzjoker ersetzte man durch zwei andere Hilfen. Statt des ganzen Publikums durfte der Kandidat seine Begleitung fragen. Statt des Zusatzjokers gab es den „Millionärsjoker“, bei dem der Kandidat einen von drei im Studio anwesenden ehemaligen Millionengewinnern, Leon Windscheid, Jan Stroh und Ronald Tenholte, befragen konnte. Dieser Joker war wie der Zusatzjoker nur in der „Risikovariante“ verfügbar. Ab Dezember 2020 saßen 17 vorherige Gewinner, die mindestens 64.000 Euro erspielt hatten, im Publikum. Die beiden ursprünglichen Joker fügte man wieder hinzu.

### Moderation

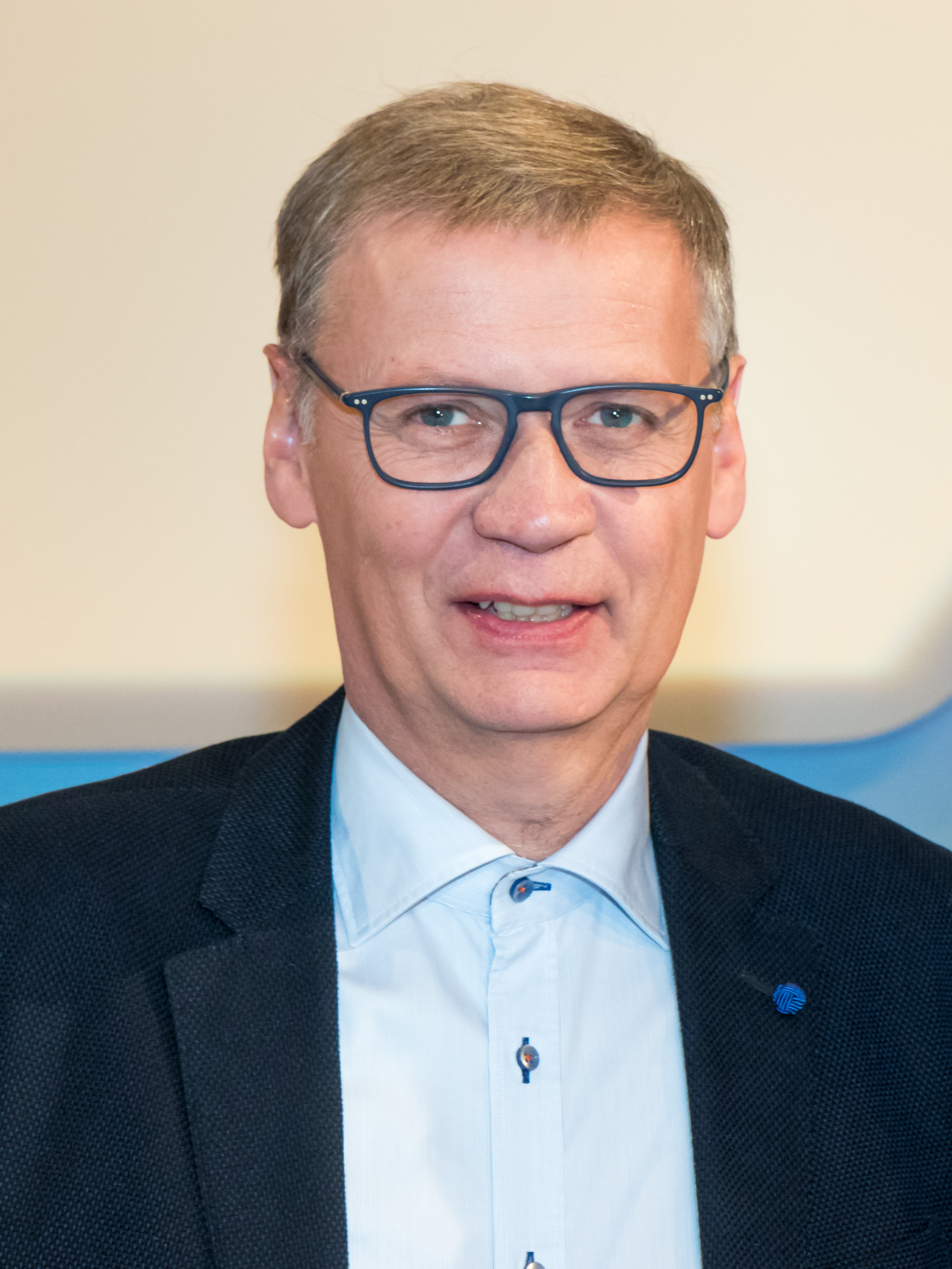
Moderator Günther Jauch (2019)

Moderator der Show ist seit der ersten Sendung Günther Jauch. Neben der Spannung am Spiel selbst sind es seine launigen Gespräche mit Kandidaten, Begleitern und Telefonjokern, die zum Erfolg der Sendung in Deutschland beitragen. Auch nach der Übernahme seiner eigenen Talkshow Günther Jauch im Ersten im Herbst 2011 blieb er dem RTL-Format treu.

## Gestaltung

### Fragenredaktion
Die Fragen für die Sendung erarbeitet ein zehnköpfiges externes Redaktionsteam; für die deutsche Version zeichnet hier die Firma Mind the Company verantwortlich. Manche haben behauptet, die Fragen seien im Laufe der Jahre kniffliger geworden. In einem Interview erzählte Günter Schröder von Mind the Company, es sei in der Tat immer aufwendiger geworden, Aufgaben für die unteren Gewinnstufen zu entwickeln. Auch seien die Fragen teilweise spezieller gestellt, aber dafür die Antwortalternativen leichter konzipiert. Das Team recherchiert zunächst Antworten und formuliert dann die passenden Fragen. Soweit diese noch nicht vorkamen, gehen sie in einen Pool von 80 Fragen je Sendung ein, von denen im Durchschnitt 22 ausgespielt werden. In einer Konferenz ordnen die Mitarbeiter jede Frage je nach Schwierigkeitsgrad einer Gewinnstufe zu.
Die Antworten werden anhand mindestens dreier unabhängiger Quellen auf ihre Richtigkeit geprüft, zu denen etwa die Brockhaus-Enzyklopädie, der Pschyrembel für die Medizin, Chroniken wie 100 Jahre Olympische Spiele und seriöse Internetquellen gehören. Auch Wikipedia gehörte dazu, wie der Moderator im Oktober 2005 in einer Sendung verriet. Nach der „Niels-Bohr-Frage“ ließ die WWM-Redaktion die Wikipedia jedoch nicht mehr als Quelle zu.

### Bewerbung
Wer als Kandidat teilnehmen möchte, schickt entweder eine Postkarte an RTL oder bewirbt sich kostenlos auf der Website des Senders. Ebenso ist eine kostenpflichtige Bewerbung telefonisch oder per SMS möglich. Jede Woche wählt eine Castingredaktion Bewerber nach dem Zufallsprinzip für ein Telefoninterview aus. Während an der britischen Originalversion nur britische Staatsbürger oder Bewerber mit britischem Aufenthaltsrecht teilnehmen können, steht die deutsche Sendung Teilnehmern aus dem Ausland offen, wenn sie Deutsch können.

### Publikum
Das Studio bietet Platz für 215 Zuschauer. Der Großteil von ihnen findet in den beiden Blöcken Platz, die sich hinter dem Moderator und hinter dem Kandidaten befinden. Daneben gibt es noch einen kleineren Block, von wo aus der Kandidat und der Moderator von der Seite zu sehen sind; er ist im Fernsehen jedoch nur eingeschränkt sichtbar, beispielsweise während der Abstimmung beim Publikumsjoker.
Die Zuschauer müssen für die Aufzeichnung Eintritt bezahlen. Aufgrund der zahlreichen Voranmeldungen beträgt die Wartezeit mehrere Jahre.

### Studio
Die Fernsehaufnahmen für die deutsche Ausgabe entstehen in einem Studio der EMG Germany GmbH (ehemals nobeo) in Hürth bei Köln und werden von der Endemol Deutschland GmbH aufgezeichnet.
Das Studio ist weitgehend abgedunkelt, so dass im arenenhaften Aufbau nur der Kandidat und der Moderator in der Mitte des Studios ausgeleuchtet werden. Ein Teil der Dramatik ergibt sich durch die musikalische Untermalung. Diese ist für die fünf ersten Fragen recht unbeschwert, für die nächsten fünf etwas spannungsgeladener und bei den Fragen 11 bis 14 zunehmend nervöser. Bei der fünfzehnten und letzten Frage sind nur noch einzelne Töne und ein lauter, langsamer Herzschlag zu hören.
Seit dem 31. August 2012 kommt das Ratequiz aus einem leicht veränderten Studio.

### SMS-Gewinnspiel
Im Verlauf einer Sendung werden Werbeblöcke gezeigt. Vor der Werbung beantwortet ein Kandidat eine Frage – die Auflösung folgt erst nach der Unterbrechung. Während der Werbepause – die bei den aufgezeichneten Sendungen nur vor dem Fernseher stattfindet; im Studio beträgt die Unterbrechung etwa 20 s – haben die Fernsehzuschauer die Möglichkeit, per SMS oder telefonisch ihren Tipp abzugeben und dabei 10.000 Euro (früher 5.000 Euro) zu gewinnen. Die Gewinnsumme wird zu besonderen Anlässen erhöht: So gab es beispielsweise in der 800. Sendung 8000 Euro zu gewinnen; in Folgen mit doppelter Länge betrug der Preis 10.000 Euro. In den Sendungen vom 28. Mai 2018, vom 18. Januar 2019 (Zocker-Special) und vom 24. September 2018 (Oktoberfest-Special) konnte man 20.000 Euro einstreichen. Am 13. Mai 2019 (Muttertags-Special) und 17. Januar 2020 gab es zusätzlich zu den 10.000 Euro eine dreijährige Sofortrente in Höhe von monatlich 5.000 Euro zu holen. Obwohl bei regelmäßig vier Werbeunterbrechungen (früher zwei) vier Fragen für das SMS-Spiel gestellt werden, wird nur ein Gewinner ausgelost.

### Ausstrahlung
Die Sendung wird stets vorab aufgezeichnet, damit die Telefonjoker ihre Frage nicht vorab im Fernsehen erfahren können.
Die Sendung wurde bis 2014 regelmäßig montags und freitags um 20:15 Uhr ausgestrahlt. Bis Herbst 2007 wurde sie auch samstags um 20:15 Uhr sowie in den ersten Staffeln sporadisch auch sonntags um 19:10 Uhr im Vorabendprogramm gezeigt. Die Prominenten-Specials sind üblicherweise montags oder donnerstags zu sehen. Von etwa Anfang Juni bis Ende August legt die Sendung regelmäßig eine Sommerpause ein. Seit Ende der Frühjahrsstaffel 2015 wird Wer wird Millionär? nur noch einmal pro Woche montags ausgestrahlt. Hatte die Sendung sich in den Vorjahren den Sendeplatz am Freitag noch mit Let’s Dance geteilt, pausierte sie 2014 während der Tanzshow und wurde 2015 dauerhaft auf einen Sendetermin gekürzt. Nur noch Sonderausgaben wie das Zocker-Special fanden seitdem freitags statt. In den Dezembern 2016 und 2019 wurden Langversionen mit zehn Kandidaten auch an Donnerstagen gesendet. Seit Herbst 2017 gibt es eine mehrwöchige Herbstpause, da Bauer sucht Frau seitdem zweistündig ab 20:15 Uhr ausgestrahlt wird und nicht wie in den Jahren zuvor nach Wer wird Millionär? um 21:15 Uhr. Die „3-Millionen-Euro-Wochen“ werden seit 2022 von Montag bis Donnerstag oder Freitag ausgestrahlt.
Am 25. August 2008 wurde Wer wird Millionär? erstmals im Bildschirmformat 16:9 gesendet und am 14. Januar 2011 erstmals in HDTV – dazu überarbeitete man das Design.

## Besondere Sendungen

### Prominenten-Specials
Alle sechs Monate findet eine Sendung mit Prominenten als Kandidaten statt, die mit über zwei Stunden länger als die normalen Sendungen dauert. Die Gewinner spenden ihren Gewinn an wohltätige Einrichtungen oder Stiftungen, bei der Novemberausgabe geht der Gesamtgewinn in den Spendentopf des RTL-Spendenmarathons. Vor allem in den unteren Gewinnregionen sprechen sich die Kandidaten mitunter ab, ohne dass Jauch eingreift. Deshalb können die erreichten Gewinnstufen und der Erfolg der Prominenten nicht mit denen regulärer Kandidaten verglichen werden. Die Reihenfolge der Prominenten wird wie in den normalen Sendungen durch Auswahlfragen bestimmt, jedoch kommen immer alle Kandidaten an die Reihe. Insbesondere in früheren Ausgaben war ein Running-Gag die sichtbare, teilweise überzogene Überforderung der prominenten Kandidaten bei Beantwortung der Auswahlfragen. Diese macht sich häufig durch Verständnisprobleme in Bezug auf Inhalt und Spielregeln bemerkbar.
In der neunten Prominenten-Spezialausgabe vom 25. November 2004 wurde eine bis dato neue Rekordsumme von 1,641 Millionen Euro erspielt, die an die RTL-Stiftung Wir helfen Kindern ging: Nina Hagen, Bernhard Hoëcker und Heide Simonis erspielten jeweils 500.000 Euro, Reiner Calmund 125.000 Euro und André Rieu 16.000 Euro.
Zunächst nahmen fünf Prominente teil, seit 2006 nur noch vier.
Harald Schmidt war im November 2005 der erste Kandidat, der zum zweiten Mal teilnahm. Beim Prominenten-Special zum zehnjährigen Bestehen traten Anke Engelke und Hape Kerkeling zum dritten Mal auf. Barbara Schöneberger kam zu ihrer dritten Teilnahme 2011 im Rahmen einer regulären Prominentenausgabe. Engelke ist mit inzwischen achtmaligem Erscheinen Rekordteilnehmerin.
Im Mai 2008 beantwortete Oliver Pocher als erster Prominenter erfolgreich die Eine-Million-Euro-Frage. Zuvor hatte er angeboten, im Falle einer falschen Antwort 100.000 Euro aus eigener Tasche zu spenden.
Später gelang der Millionengewinn auch noch Thomas Gottschalk und Barbara Schöneberger.
 In einem Prominenten-Special zur Fußball-WM 2006, in dem sich sämtliche Fragen um Fußball drehten, nahm Günther Jauch selbst an der Show teil. Hape Kerkeling (als Horst Schlämmer) war als Kandidat eingeladen, tauschte aber nach der 8000-Euro-Frage mit Günther Jauch die Plätze. Jauch gewann stellvertretend für Kerkeling 500.000 Euro, die – wie alle erspielten Beträge – an die Deutsche AIDS-Stiftung gespendet wurden. Die Sendung gewann später den Deutschen Fernsehpreis 2006.
Während Dieter Bohlen in der Folge vom 28. Mai 2007 zu Gast war, erreichte er ohne Einsatz eines Jokers die 125.000 Euro-Frage. Diese konnte er letztlich trotz zwei verbliebener Antwortmöglichkeiten nicht beantworten und verließ die Sendung, wie auch die weiteren Teilnehmer Silvana Koch-Mehrin, Jürgen von der Lippe und Cordula Stratmann, mit der Gewinnsumme von 125.000 Euro.
In der Folge vom 22. November 2012 trat Michael Kessler mit seiner Switch-reloaded-Rolle Günther Jauch auf. Kessler brachte als „Begleitperson“ seinen Switch-Kollegen Bernhard Hoëcker in seiner Rolle als Thomas Gottschalk mit. Kessler übernahm die Moderation der ersten sechs Fragen, die Jauch richtig beantwortete. Bei der Frage für 32.000 Euro (Wie heißt Günther Jauch mit zweitem Vornamen?) nutzte Kessler seinen Telefonjoker, nannte aber den Namen des Angerufenen nicht, und es klingelte schließlich Jauchs Handy, der damit zum ersten Mal als Telefonjoker auftrat und die Frage richtig beantwortete. Trotz richtiger Vermutung beantwortete Kessler die Millionenfrage nicht und gewann 500.000 Euro.
In derselben Sendung trat Cindy aus Marzahn auf und sorgte zum ebenfalls ersten Mal in der Geschichte von Wer wird Millionär? für den doppelten Einsatz des Telefonjokers: Sie rief Oliver Pocher bei der 64.000-Euro- und bei der 500.000-Euro-Frage an. Hintergrund war, dass sie bei den Fragen für 64.000 Euro und 125.000 Euro zwei Joker eingesetzt hatte, obwohl sie bereits die richtige Antwort ahnte und sich von Jauch über den Tisch gezogen sah. Sie forderte auch mehrfach die ihrer Meinung nach zu Unrecht verbrauchten Joker zurück, was Jauch aber jedes Mal ablehnte.
In dem Prominenten-Special vom 22. November 2018 erspielte Judith Williams von bis dahin allen prominenten Kandidaten den niedrigsten Betrag. Sie beantwortete sowohl die 64.000-Euro-Frage als auch die 125.000-Euro-Frage ohne verbliebene Joker korrekt. Bei der 500.000-Euro-Frage wählte sie jedoch die falsche Antwort und fiel auf 500 Euro zurück. Dies wiederholte sich am 1. Juni 2020, als Anke Engelke die 125.000-Euro-Frage falsch beantwortete und ebenfalls nur 500 Euro gewann.
Insgesamt sammelten die jeweiligen Prominenten 31.759.000,11 Euro (Umrechnung früherer DM-Beträge in Euro inbegriffen), RTL gab zum ersten Special eine Million DM (511.291,88 Euro) und zum 15. Special 279.000 Euro dazu, was eine Gesamtsumme von 32.549.291,99 Euro ergibt.

#### Let’s-Dance-Special
Am 5. April 2013 stellten sich anlässlich der darauffolgenden neuen Staffel der RTL-Show Let’s Dance die Juroren Joachim Llambi, Motsi Mabuse und Jorge González den Fragen Günther Jauchs und erreichten 64.000 Euro.

#### Nationalmannschaft-Special
Am 12. Oktober 2020 stellten sich in Zweierteams Leon Goretzka und Joshua Kimmich, Niklas Süle und Lukas Klostermann sowie Kevin Trapp und Oliver Bierhoff den Fragen Günther Jauchs und erspielten jeweils 64.000, 125.000 und 32.000 Euro. Da alle drei Teams Zusatzjoker wählten, die DFB-Mitglieder waren, erhielten die Kandidaten zusätzlich zu ihrer Gewinnsumme je 500 Euro.

### Sendungen mit doppelter Länge
Gelegentlich gab es Folgen in doppelter Länge, beispielsweise nach einer Sommerpause. Früher wurden bei derartigen Sendungen nach einer Stunde die Kandidaten gewechselt, um ihnen keinen Vorteil gegenüber den Kandidaten aus Sendungen normaler Länge zu geben. Zwischenzeitlich wurde das abgeschafft, so dass die Kandidaten eine höhere Chance hatten, auf den Stuhl zu kommen. Nach der Verkleinerung der Kandidatenzahl von zehn auf fünf nach der Sommerpause 2010 und der Ausstrahlung von vier Doppelfolgen jeweils am Freitag wurden die Kandidaten wieder nach der Hälfte der Sendung ausgewechselt.
Die Gewinnsumme für die Beantwortung der Zuschauerfragen war bei Sendungen in doppelter Länge doppelt so hoch wie im Normalfall.
In neueren Ausgaben wurde die Sendezeit von regulären Ausgaben teilweise erheblich verlängert, wodurch Sendungen mit doppelter Länge an Bedeutung verloren.

### Jubiläumssendungen (seit 2005)

#### 500. Folge
Am 10. September 2005 wurde die 500. Folge der Quizshow ausgestrahlt. Dazu stand für die Kandidaten zusätzlich ein vierter Joker zur Verfügung, der sogenannte „Kompetenzteam-Joker“. Die bis dahin vier Millionengewinner Eckhard Freise, Marlene Grabherr, Gerhard Krammer und Maria Wienströer wurden noch einmal in die lange Sondersendung eingeladen, um sich in einem Team zusammenzusetzen und sich bei einer schwierigen Frage zu beraten. Dieser Joker konnte vom Kandidaten ab einer Gewinnsumme von 1000 Euro eingesetzt werden. Das Kompetenzteam hatte – wie der Angerufene beim Telefonjoker – 30 Sekunden Zeit, um eine richtige Antwort abzugeben. Die Millionäre wurden aus einem anderen Studio per Bildschirm zugeschaltet.
Normalerweise wurde der Rest der zehn verbleibenden Kandidaten am Ende der Sendung ausgetauscht. In der 500. Folge durfte aber jeder einzelne bis zum Schluss der Sendung in der Mitte auf dem „heißen Stuhl“ Platz nehmen und die Chance erhalten, als Millionär das Studio zu verlassen.

#### Zehn-Jahres-Jubiläum
Zum Zehn-Jahres-Jubiläum der deutschen Ausgabe wurde am 11. und 18. September 2009 jeweils eine Sendung mit doppelter Länge und kronleuchterähnlichen Scheinwerfern an der Decke ausgestrahlt. Die Kandidaten in diesen Sendungen waren nicht Teil der normalen Folgen; die erste reguläre Ausgabe nach der Sommerpause, in der mit einem Überhangkandidaten fortgefahren wurde, lief erst am 13. September. Zudem wurden die Kandidaten der Jubiläumsshows zu Beginn der Sendungen erstmals mit einer Hintergrundgeschichte von einem Kommentator vorgestellt, was damals neuartig war und erst einige Zeit später auch in den normalen Folgen eingeführt wurde. Seitdem wird auch Günther Jauch durch den Kommentator als Moderator präsentiert.
Am 25. September fand als dritte Jubiläumssendung ein zusätzliches Prominenten-Special statt, das fast vier Stunden dauerte. Dabei wusste Jauch vor der Sendung nicht, welche Gäste eingeladen worden waren. Es handelte sich mit Anke Engelke, Hape Kerkeling und Alice Schwarzer um Personen, die bei früheren Prominenten-Specials besonders aufgefallen waren, sowie um Marcel Reif, mit dem Jauch schon vor langer Zeit zusammengearbeitet hatte. Außerdem wirkte Cindy aus Marzahn als Assistentin, die etwa die Wassergläser auffüllte oder den Zusatzjokern im Publikum das Mikrofon brachte, mit. Zusätzlich wurden kurze Einspielfilme mit besonderen Höhepunkten aus zehn Jahren Wer wird Millionär? gezeigt.

#### 1000. Folge
In nahezu dreifacher Länge wurde am 3. Februar 2012 die 1000. Sendung ausgestrahlt. Dafür wurden drei bisherige Millionengewinner eingeladen (Oliver Pocher, Barbara Schöneberger und Ralf Schnoor), die im Team den Kandidaten als zusätzlicher Jubiläums-Joker zur Verfügung standen. Kandidaten waren vier von RTL definierte „Helden des Alltags“. Jeder Kandidat kam an die Reihe; RTL zeigte einen kurzen Film über dessen selbstlose Tätigkeit. Die Kandidaten gewannen zwischen 64.000 Euro und 125.000 Euro. Zuletzt konnten sich die Kandidaten per erneuter Auswahlfrage für eine spezielle Millionenfrage qualifizieren. Die dadurch ermittelte Kandidatin verzichtete jedoch auf die Beantwortung, um nicht das Risiko einzugehen, von den bislang gewonnenen 64.000 Euro auf 500 Euro zurückzufallen.
Die Millionenfrage lautete:
- Was war in 1000 Sendungen Wer wird Millionär? am häufigsten die richtige Antwort?
- A: Spanien (richtige Antwort)
- B: Goethe
- C: Angela Merkel
- D: Blau

#### 15 Jahre
Am 17. Oktober 2014 fand eine Jubiläumssendung zum fünfzehnjährigen Bestehen von Wer wird Millionär? statt. 100 Kandidaten saßen im Saalpublikum. Durch einen Zufallsgenerator ausgewählte mussten eine bereits in einer früheren Sendung gestellte Frage richtig beantworten, ehe sie auf dem Kandidatenstuhl Platz nehmen durften. Auf der Gewinnstufe von 16.000 Euro konnten sie wahlweise direkt zur Millionenfrage vorrücken, dann allerdings nicht mehr ohne Antwort aussteigen.

#### 1250. Folge
Jeder Zuschauer konnte sich im Vorfeld mit einer originellen Bastelei oder einem Video bewerben. 190 Zuschauer wurden für die Doppelfolge am 30. Mai 2016 ausgewählt und saßen auf den Zuschauerplätzen, auf denen ihnen die Auswahlfrage gestellt wurde. Der schnellste Löser wurde auf die übliche Weise vorgestellt, danach seine Bewerbung präsentiert. Der Kandidat drehte zunächst ein großes Glücksrad, auf dem auf zehn Feldern Zahlen von 500 bis 125.000 notierten (je zweimal 500, 8.000 und 16.000, je einmal 4.000, 32.000, 64.000 und 125.000) – der Wert der Frage, mit der er starten konnte. Zur Verfügung standen ihm zwei Zusatzjoker, die er unter den Prominenten Sonja Zietlow, Waldemar Hartmann und dem Millionengewinner Ralf Schnoor ziehen konnte. Die Zusatzjoker saßen auf den Plätzen, auf denen üblicherweise die Kandidaten die Auswahlfrage lösen. Der Kandidat musste die erste Frage beantworten und konnte ab der zweiten Frage aussteigen, eine Sicherheitsstufe gab es nicht. Die fünf Kandidaten, die es auf den Ratestuhl schafften, erspielten Gewinne von 0 bis 64.000 Euro.

#### 18 Jahre WWM
Am 18. und am 25. September 2017 fand das Special „Wer wird Millionär? – Endlich volljährig“ mit acht 18-jährigen Kandidaten statt. Wer es auf den Stuhl schaffte, durfte zu einem Zeitpunkt seiner Wahl einen seiner Joker gegen einen „Jubiläums-Joker“ tauschen. Dieser bestand aus den im Publikum anwesenden WWM-Millionengewinnern Eckhard Freise, Ralf Schnoor und Leon Windscheid, unter denen der Kandidat einen für die Beantwortung der Frage auswählte.

#### 20 Jahre
Am 2. September 2019 wurde die Jubiläumssendung zu 20 Jahre Wer wird Millionär? ausgestrahlt. Die Auswahlfragen und die gestellten Fragen waren ausschließlich bereits gespielte Fragen. Alle Kandidaten erhielten vier Joker, wobei der Telefonjoker durch einen zweiten Zusatzjoker ersetzt wurde. Ebenso blieb die Sicherheitsstufe bei 16.000 Euro, die sonst bei der Wahl des Zusatzjokers wegfällt. Im Publikum saßen nur ehemalige Kandidaten.

#### 1500. Folge
Am 3. Juni 2021 wurde Das Jubiläum zur 1.500. Sendung ausgestrahlt, obwohl die eigentlich 1500. Folge schon am 29. März ausgestrahlt worden war. Zu Gast waren neben Evelyn Burdecki Personen, die in einem besonderen Bezug zur Sendung stehen. Dies waren die Zwillingsschwester einer ehemaligen Kandidatin, ein Kandidat, der bei einem Zocker-Special von 250.000 auf 1000 Euro zurückgefallen war, sowie eine Kandidatin, die sich nach eigenen Angaben 160 Mal erfolglos beworben hatte und in der Sendung einige ihrer Bewerbungen präsentierte. Die Gewinnsummen wurden auf Schnapszahlen erhöht, der Höchstgewinn auf 1.500.000 Euro. Der Wert der zehnten Frage (und damit die Höhe der zweiten Sicherheitsstufe) betrug 33.333 Euro, wenn diese Frage ohne Joker beantwortet wurde. Wurde ein Joker für die Frage verwendet, so fiel der Wert auf 15.555 Euro. Erspielt wurden jeweils einmal 55.555 Euro und 133.333 Euro sowie zweimal 15.555 Euro. Zudem waren einige denkwürdige Momente früherer Folgen noch einmal zu sehen, auch Glückwünsche prominenter ehemaliger Kandidaten wie Horst Lichter und Barbara Schöneberger.

#### 25 Jahre
Zum 25-jährigen Jubiläum war am 17. Oktober 2024 eine Spezialfolge zu sehen (wenngleich die Erstausstrahlung bereits am 3. September 1999 erfolgte). Jauch musste sich vom Ablauf überraschen lassen. Ohne Auswahlfrage wurden zwei Kandidaten auf den Ratestuhl geschickt, die bereits als Kinder Fans der Sendung waren. Sie erspielten 32.000 und 64.000 Euro. Die dritte Runde absolvierten Motsi Mabuse, Tim Mälzer und Elyas M’Barek, die sich auf dem Ratestuhl abwechselten. Ihren Gewinn von 125.000 Euro überließen sie wohltätigen Zwecken. Weitere Prominente hatten kurze Auftritte. David Garrett, Steffen Hallaschka und Sonja Zietlow „assistierten“ Jauch; von Olivia Jones, Mälzer und Zietlow bekam er zudem Geschenke. Thomas Gottschalk, Toni Kroos, Heidi Klum, Christian Lindner, Sandra Maischberger, Kai Pflaume, Barbara Schöneberger, Hans Sigl sowie Giovanni Zarrella gratulierten per Videobotschaften. Er saß zwischenzeitlich selbst auf dem Kandidatenstuhl und bekam von Marcel Reif Fragen über sich selbst gestellt, ohne um Geld zu spielen. Daneben wurde Jauch die Eintragungsurkunde in die Guinness World Records als neuer Rekordhalter für die weltweit meisten Staffeln (54) Wer wird Millionär?, präsentiert durch einen einzigen Moderator, überreicht.

### Rateteams (seit 2006)

#### Familien-Special
Am 10. November 2006 wurde erstmals ein Wer wird Millionär?-Familien-Special ausgestrahlt. Dabei stellten sich ganze Familien den Fragen Jauchs. Drei Familien gewannen Beträge zwischen 4000 Euro und 125.000 Euro. Alle drei Familien traten mit ihren Töchtern an.
Am 27. und 30. April 2007 wurde das zweite und dritte Familien-Special ausgestrahlt, bei dem drei Familien zwischen 16.000 Euro und 64.000 Euro gewannen. Das vierte Familien-Special fand am 22. Dezember 2007 statt. Die drei Familien erspielten nacheinander 32.000 Euro, 64.000 Euro und 32.000 Euro.
Nach den Regeln von Das Special der Generationen fand das fünfte Familien-Special am 26. Dezember 2019 statt. Allerdings gab es den Familienjoker einer gemeinsamen Beratung als zusätzlichen Joker und nicht anstelle des Telefonjokers. Von sechs teilnehmenden Familien gelangten in der dreistündigen Sendung vier auf den Ratestuhl. Die letzte Familie setzte das Raten beim sechsten, diesmal zweistündigem Familien-Special vier Tage später fort und gewann mit 64.000 Euro am meisten von allen sechs um Geld spielenden Familienteams.

#### Blind-Date-Special
Am 11. Februar 2008 sowie am 23. März 2009 wurden Sendungen mit Paaren ausgestrahlt, die sich im Studio zum ersten Mal begegneten.
Für die erste Sendung konnten sich Singles ab Ende 2007 über die RTL-Seite anmelden: Ein Single wählte nach vier aufeinanderfolgenden Chats mit Singles seiner Zielgruppe im Geheimen einen Partner. Wurde er umgekehrt auch vom ausgewählten Partner favorisiert, durften sich beide zusammen für die Sendung bewerben.
2009 gab es ein anderes Vorgehen: Singles hatten einzeln einen Online-Fragebogen zu beantworten und mit einem Foto von sich an den Sender zu übermitteln. RTL stellte diesmal selbst Kandidatenpaare zusammen.
Die Sendungen begannen mit der üblichen Auswahlrunde von zehn Kandidaten. Auf die Kandidaten, die es auf den Stuhl schafften, wartete hinter einer Studiotür der ausgewählte Partner, der sich, wie bei den Familien-Specials, dazusetzte. Während der Sendung wurden die Paare von Günther Jauch nach ihren Erwartungen an den Partner gefragt, und ob sich ihre Vorstellungen vom Gegenüber erfüllt zeigen. Die Gewinnsummen wurden zur Hälfte auf beide Partner aufgeteilt. Am Ende der ersten Sendung wurden auch den restlichen acht Kandidaten ihre Partner vorgestellt, bei der zweiten Sendung fand das nicht vor laufender Kamera statt.
Während RTL den bislang fünf Blind-Date-Paaren Gewinnsummen von 32.000 Euro und 64.000 Euro bescherte, blieb eine Meldung über ein zustande gekommenes Liebesglück bislang aus.

#### Chef & Angestellten-Special
Am 5. Januar 2015 fand ein Chef & Angestellten-Special statt. Dabei spielen jeweils ein Vorgesetzter und ein Mitarbeiter eines Unternehmens zusammen. Während der Chef von Anfang an eingeweiht ist, wird der Mitarbeiter bei der Arbeit überrascht. Der erspielte Gewinn geht ohne Abzüge an die Angestellten. Im Studio sitzen die Kollegen im Publikum.

#### Lehrer-Schüler-Special
Am 27. April 2015 wurde ein Lehrer-Schüler-Special ausgestrahlt. In der zweistündigen Show traten drei vorab ausgewählte gemischtgeschlechtliche Lehrer-Schüler-Paare aus zwei Gymnasien und einer Grundschule an. Sie erspielten zweimal 64.000 Euro und einmal 32.000 Euro. Die Gewinne kamen Projekten an den Schulen der Kandidaten zugute.

#### Mit Oma oder Opa zur Million
Diese Sonderausgabe wurde am 28. Dezember 2015 ausgestrahlt. Drei Großelternteil-Enkel-Paare wurden vorab ausgewählt, mit einem Einspielfilm vorgestellt und konnten zu zweit die Fragen beantworten. Arno Boecker, der mit seiner Enkelin auftrat, war mit 89 Jahren der älteste Kandidat in der Geschichte von Wer wird Millionär?

#### Zwillings-Special
Am 20. März 2018 fand ein Zwillings-Special mit doppelter Länge statt. Die drei Kandidatenteams bestanden aus eineiigen Zwillingen. Die Auswahlfragen stellte das Zwillingspaar Heiko und Roman Lochmann (Die Lochis). Die beiden Kandidatenteams, die es auf den Ratestuhl schafften, erspielten 32.000 beziehungsweise 125.000 Euro. Die Kandidaten Michael und Stephan Tönjes waren in den 1980er Jahren im Alter von neun Jahren in einem Kino-Werbespot von Langnese aufgetreten.

#### Das Special der Generationen
Am 30. April 2018 wurde unter diesem Titel ein Familien-Special mit doppelter Länge ausgestrahlt. Die sechs Kandidatenteams bestanden jeweils aus Kind, Eltern- sowie Großelternteil. Wie in den regulären Ausgaben mussten die Teilnehmer eine Auswahlfrage beantworten. Die Familie des Kandidaten mit der schnellsten Auflösung nahm auf einer Couch Platz, anschließend begann das erste Familienmitglied mit dem Spiel. Jeder Kandidat konnte nach einer beliebigen Anzahl von Fragen das Spiel beenden, allerdings musste er dies nach einer beantworteten Frage bekanntgeben und wurde anschließend durch ein anderes Teammitglied abgelöst. Jedes Familienmitglied konnte nur einmal auf dem Ratestuhl Platz nehmen. Der Telefonjoker wurde durch einen Familienjoker ersetzt. Bei diesem konnte sich der Kandidat mit einem Familienmitglied besprechen, wenn er bei einer Frage nicht weiterwusste. Die drei Familien, die es in die Mitte schafften, erspielten zweimal 32.000 Euro und einmal 64.000 Euro. Die Tochter des zweiten Rateteams war mit 15 Jahren die bisher jüngste Kandidatin der Sendung.

#### Nesthocker-Special
„Schluss mit Hotel Mama und Dauerstudium!“ war das Motto einer Doppelsendung am 11. März 2019. Die sechs Kandidaten wurden von ihrer Begleitperson (Elternteil, Schwester, Freund oder Freundin) vorgestellt. Die Begleitpersonen beantworteten die Auswahlfragen, die „Nesthocker“ die Fragenleitern und erzielten 64.000, 0 und zweimal 16.000 Euro.

### Wiederkehrende Kandidaten (seit 2006)

#### Die zweite Chance
Am 23. Dezember 2006 strahlte RTL ein Special mit dem Namen „Die Zweite Chance“ aus. In dieser Sendung konnten zehn ehemalige Kandidaten, die das Studio ganz ohne Gewinn verlassen mussten, noch einmal antreten. Dabei stand jedem Kandidaten ein Berater zur Seite, mit dem er sich absprechen konnte. Jedoch musste der mitgebrachte Gast die Antworten freigeben.
Davor waren 15 Kandidaten ohne Gewinn ausgeschieden, doch verzichteten, wie Jauch in der Sendung erklärte, fünf der Kandidaten darauf, noch einmal an der Sendung teilzunehmen.

#### Zweite Chance für Pechvögel
Unter diesem Motto fanden eine einfache Folge am 29. August 2016 und eine Doppelfolge vier Tage später statt. Zum ersten Termin waren fünf ehemalige Kandidaten der Sendung eingeladen, die an einer frühen Frage oder unglücklich gescheitert waren oder mehrmals vergeblich an Auswahlrunden teilnahmen. Eingeladen zur zweiten Sendung waren Personen, die im Leben finanzielles Pech hatten; sie nahmen ohne Auswahlfrage direkt auf dem Kandidatenstuhl Platz.

#### Wer verdient eine zweite Chance?
Am 9. April 2018 fand unter diesem Titel ein Special mit doppelter Länge statt. Von den neun Kandidaten, die erneut antraten, hatten sieben in vergangenen Sendungen 500 Euro gewonnen, eine Kandidatin bei einem Zocker-Special 1000 Euro und ein Kandidat hatte es bei einem Klugscheißer-Special nicht in die Mitte geschafft. In drei Dreiergruppen stellten sie sich mit einem kurzen Plädoyer für sich selbst dem Studiopublikum zur Wahl, nachdem Ausschnitte ihres letzten Auftritts zu sehen gewesen waren. Dann wurde das Ergebnis der Abstimmung verkündet und der Sieger nahm auf dem Ratestuhl Platz. Gewonnen wurden zweimal 32.000 Euro und einmal 16.000 Euro.

### Mit geänderten Regeln (seit 2013)

#### Zocker-Special
Ab 13. September 2013 fanden mehrfach längere Zocker-Specials statt, bei denen bei fast jeder Stufe um den doppelten Betrag gespielt wird bis hin zum Maximalgewinn von 2 Millionen Euro. Zudem dürfen die Kandidaten nur die Risikovariante spielen und bis zur 16.000-Euro-Frage keinen Joker benutzen, um danach mit allen Jokern weiterzuspielen zu können. Sollte vor der 16.000-Euro-Frage ein Joker benutzt werden, verfallen die restlichen Joker. In der ersten, in der vierten und in der 23. Sendung wurden jeweils einmal 750.000 Euro gewonnen.

#### Highspeed-Special
Am 29. August 2014 fand in einer Sendung doppelter Länge ein Highspeed-Special mit zehn Kandidaten statt. Diesen wird nur eine begrenzte Zeit zur Beantwortung der ersten zehn Fragen zur Verfügung gestellt: 5 Sekunden für die Fragen eins bis fünf, 20 Sekunden für die Fragen sechs bis zehn. Wählt der Kandidat einen Joker, wird die Uhr bis zum Vorliegen der Jokerantwort bzw. des Jokerergebnisses angehalten. Ab Frage 11 hat der Kandidat wieder unbegrenzt Zeit und kann bis zu zwei Millionen Euro gewinnen.

#### Jackpot-Special
Am 20. April 2015 fand erstmals ein zweistündiges Jackpot-Special mit acht Kandidaten nach folgenden Regeln statt: Der „Jackpot“ besteht aus dem erspielten Geld aller Kandidaten. Der Wert der Fragen wird einzeln aufsummiert. Das heißt, nach der erfolgreichen Beantwortung der 100-Euro-Frage werden nicht wie normalerweise 100 Euro erspielt, sondern (mit Berücksichtigung der vorherigen 50-Euro-Frage) 150 Euro. Der Kandidat, der am Ende der Sendung die meisten Fragen richtig beantwortet hat, erhält den Jackpot, während seine Konkurrenten leer ausgehen. Fällt ein Kandidat auf eine Sicherheitsstufe zurück, werden ihm jedoch nur die Fragen bis inklusive der Sicherheitsstufe angerechnet, während in den Jackpot das ganze Geld einfließt, das er bis zur letzten richtig beantworteten Frage erspielt hat. Der momentane Jackpotgewinner sitzt dabei jeweils im Hintergrund der Bühnenmitte, über ihm wird in eine Grafik der aktuelle Stand des Jackpots eingeblendet. Für den Fall, dass zwei Kandidaten die gleiche Anzahl an Fragen richtig beantwortet haben, findet ein Stechen statt. Dazu erhalten beide die gleiche Frage mit vier Antwortmöglichkeiten; wer am schnellsten einen Buzzer drückt, darf sie beantworten. Beantwortet der Kandidat die Frage richtig, erhält er einen Punkt. Antwortet er falsch, geht der Punkt an seinen Gegner. Wer zuerst drei Punkte erreicht, gewinnt den Jackpot.
Der Gewinner des ersten Jackpot-Specials beantwortete die 500.000-Euro-Frage richtig, gewann durch die Jackpotregelung jedoch 917.600 Euro. Beim zweiten Special am 13. November 2015 gab es ein Stechen zwischen zwei Kandidaten, die jeweils die 500.000-Euro-Frage richtig lösten. Die Gewinnsumme betrug 1.538.450 Euro und war damit die bisher höchste in der Geschichte der Sendung.

#### Die 3-Millionen-Euro-Woche
| Erstes Special / 3. – 6. Januar 2022 | Erstes Special / 3. – 6. Januar 2022 | Erstes Special / 3. – 6. Januar 2022            | Erstes Special / 3. – 6. Januar 2022            | Erstes Special / 3. – 6. Januar 2022                              | Erstes Special / 3. – 6. Januar 2022                              | Erstes Special / 3. – 6. Januar 2022 |
| Kandidat | Anfänglicher Gewinn                  | Angebot                                         | Angebot                                         | Finalspiel                                                        | Gewinn im Finale                                                  | Gewinn letztendlich                  |
| Kandidat | Anfänglicher Gewinn                  | Gewinnverzicht                                  | Gewinnbehalt                                    | Finalspiel                                                        | Gewinn im Finale                                                  | Gewinn letztendlich                  |
| --- | ------------------------------------ | ----------------------------------------------- | ----------------------------------------------- | ----------------------------------------------------------------- | ----------------------------------------------------------------- | ------------------------------------ |
| 1 | 500.000                              | 350.000                                         | 150.000                                         | Rotes X oder Kreuzchensymbol für nein                             | Rotes X oder Kreuzchensymbol für nein                             | 500.000                              |
| 2 | 125.000                              | 085.000                                         | 040.000                                         | Grünes Häkchensymbol für ja                                       | 250.000                                                           | 290.000                              |
| 3 | 64.000                               | 049.000                                         | 015.000                                         | Rotes X oder Kreuzchensymbol für nein                             | Rotes X oder Kreuzchensymbol für nein                             | 64.000                               |
| 4 | 32.000                               | 025.000                                         | 07.000                                          | Grünes Häkchensymbol für ja                                       | 250.000                                                           | 257.000                              |
| 5 | 016.000                              | 011.000                                         | 05.000                                          | Grünes Häkchensymbol für ja                                       | 01.000 Sicherheitsstufe                                           | 06.000                               |
| 6 | 016.000                              | 011.000                                         | 05.000                                          | Grünes Häkchensymbol für ja                                       | 050.000                                                           | 055.000                              |
| 7–8 | 016.000                              | In Auswahlrunde unterlegen oder nicht beteiligt | In Auswahlrunde unterlegen oder nicht beteiligt | In Auswahlrunde unterlegen oder nicht beteiligt                   | In Auswahlrunde unterlegen oder nicht beteiligt                   | 016.000                              |
| Zweites Special / 1. – 4. August 2022 |                                      |                                                 |                                                 |                                                                   |                                                                   |                                      |
| Kandidat | Anfänglicher Gewinn                  | Angebot                                         | Angebot                                         | Finalspiel                                                        | Gewinn im Finale                                                  | Gewinn letztendlich                  |
| Kandidat | Anfänglicher Gewinn                  | Gewinnverzicht                                  | Gewinnbehalt                                    | Finalspiel                                                        | Gewinn im Finale                                                  | Gewinn letztendlich                  |
| 1 | 125.000                              | 085.000                                         | 040.000                                         | Rotes X oder Kreuzchensymbol für nein                             | Rotes X oder Kreuzchensymbol für nein                             | 125.000                              |
| 2 | 125.000                              | 075.000                                         | 050.000                                         | Grünes Häkchensymbol für ja                                       | 100.000 *                                                         | 150.000                              |
| 3 | 064.000                              | 049.000                                         | 015.000                                         | Grünes Häkchensymbol für ja                                       | 100.000 *                                                         | 115.000                              |
| 4 | 064.000                              | 047.000                                         | 017.000                                         | Grünes Häkchensymbol für ja                                       | 100.000 *                                                         | 117.000                              |
| 5–7 | 064.000                              | In Auswahlrunde unterlegen oder nicht beteiligt | In Auswahlrunde unterlegen oder nicht beteiligt | In Auswahlrunde unterlegen oder nicht beteiligt                   | In Auswahlrunde unterlegen oder nicht beteiligt                   | 064.000                              |
| 8 | 032.000                              | Ohne Spielangebot                               | Ohne Spielangebot                               | Ohne Spielangebot                                                 | Ohne Spielangebot                                                 | 032.000                              |
| 9 | 016.000                              | Ohne Spielangebot                               | Ohne Spielangebot                               | Ohne Spielangebot                                                 | Ohne Spielangebot                                                 | 016.000                              |
| * Mit fünftem Joker (zweitem Zusatzjoker) |                                      |                                                 |                                                 |                                                                   |                                                                   |                                      |
| Drittes Special / 2. – 6. Januar 2023 |                                      |                                                 |                                                 |                                                                   |                                                                   |                                      |
| Kandidat | Anfänglicher Gewinn                  | Angebot                                         | Angebot                                         | Finalspiel                                                        | Gewinn im Finale                                                  | Gewinn letztendlich                  |
| Kandidat | Anfänglicher Gewinn                  | Gewinnverzicht                                  | Gewinnbehalt                                    | Finalspiel                                                        | Gewinn im Finale                                                  | Gewinn letztendlich                  |
| 1 | 125.000                              | 095.000                                         | 030.000 *                                       | Rotes X oder Kreuzchensymbol für nein                             | Rotes X oder Kreuzchensymbol für nein                             | 125.000                              |
| 2 | 064.000                              | 044.000                                         | 020.000                                         | Rotes X oder Kreuzchensymbol für nein                             | Rotes X oder Kreuzchensymbol für nein                             | 064.000                              |
| 3–5 | 064.000                              | In Auswahlrunde unterlegen oder nicht beteiligt | In Auswahlrunde unterlegen oder nicht beteiligt | In Auswahlrunde unterlegen oder nicht beteiligt                   | In Auswahlrunde unterlegen oder nicht beteiligt                   | 064.000                              |
| 6 | 032.000                              | 022.000                                         | 010.000                                         | Grünes Häkchensymbol für ja                                       | 100.000                                                           | 110.000                              |
| 7 | 032.000                              | 025.000                                         | 07.000                                          | Grünes Häkchensymbol für ja                                       | 01.000 Sicherheitsstufe                                           | 08.000                               |
| 8 | 032.000                              | 022.000                                         | 010.000                                         | Grünes Häkchensymbol für ja                                       | 050.000                                                           | 060.000                              |
| 9–11 | 032.000                              | In Auswahlrunde unterlegen oder nicht beteiligt | In Auswahlrunde unterlegen oder nicht beteiligt | In Auswahlrunde unterlegen oder nicht beteiligt                   | In Auswahlrunde unterlegen oder nicht beteiligt                   | 032.000                              |
| 12 | 016.000                              | 016.000                                         | 0                                               | Grünes Häkchensymbol für ja                                       | 030.000                                                           | 030.000                              |
| 13–15 | 016.000                              | Ohne Spielangebot                               | Ohne Spielangebot                               | Ohne Spielangebot                                                 | Ohne Spielangebot                                                 | 016.000                              |
| * Mit fünftem Joker (zweitem Zusatzjoker) |                                      |                                                 |                                                 |                                                                   |                                                                   |                                      |
| Viertes Special / 5. – 8. September 2023 |                                      |                                                 |                                                 |                                                                   |                                                                   |                                      |
| Kandidat | Anfänglicher Gewinn                  | Angebot                                         | Angebot                                         | Finalspiel                                                        | Gewinn im Finale                                                  | Gewinn letztendlich                  |
| Kandidat | Anfänglicher Gewinn                  | Gewinnverzicht                                  | Gewinnbehalt                                    | Finalspiel                                                        | Gewinn im Finale                                                  | Gewinn letztendlich                  |
| 1 | 064.000                              | 054.000                                         | 010.000 *                                       | Rotes X oder Kreuzchensymbol für nein                             | Rotes X oder Kreuzchensymbol für nein                             | 064.000                              |
| 2 | 064.000                              | 047.000                                         | 017.000                                         | Grünes Häkchensymbol für ja                                       | 100.000                                                           | 117.000                              |
| 3–4 | 064.000                              | In Auswahlrunde unterlegen oder nicht beteiligt | In Auswahlrunde unterlegen oder nicht beteiligt | In Auswahlrunde unterlegen oder nicht beteiligt                   | In Auswahlrunde unterlegen oder nicht beteiligt                   | 064.000                              |
| 5 | 032.000                              | 025.000                                         | 07.000                                          | Grünes Häkchensymbol für ja                                       | 100.000                                                           | 107.000                              |
| 6 | 032.000                              | In Auswahlrunde unterlegen oder nicht beteiligt | In Auswahlrunde unterlegen oder nicht beteiligt | In Auswahlrunde unterlegen oder nicht beteiligt                   | In Auswahlrunde unterlegen oder nicht beteiligt                   | 032.000                              |
| 7 | 016.000                              | 016.000                                         | 0                                               | Grünes Häkchensymbol für ja                                       | 030.000                                                           | 030.000                              |
| 8–9 | 016.000                              | Ohne Spielangebot                               | Ohne Spielangebot                               | Ohne Spielangebot                                                 | Ohne Spielangebot                                                 | 016.000                              |
| * Mit fünftem Joker (zweitem Zusatzjoker) |                                      |                                                 |                                                 |                                                                   |                                                                   |                                      |
| Fünftes Special / 1. – 5. Januar 2024 |                                      |                                                 |                                                 |                                                                   |                                                                   |                                      |
| Kandidat | Anfänglicher Gewinn                  | Angebot                                         | Angebot                                         | Finalspiel                                                        | Gewinn im Finale                                                  | Gewinn letztendlich                  |
| Kandidat | Anfänglicher Gewinn                  | Gewinnverzicht                                  | Gewinnbehalt                                    | Finalspiel                                                        | Gewinn im Finale                                                  | Gewinn letztendlich                  |
| 1 | 125.000                              | 075.000                                         | 050.000 *                                       | Grünes Häkchensymbol für ja                                       | 100.000                                                           | 150.000                              |
| 2 | 064.000                              | 049.000                                         | 015.000                                         | Grünes Häkchensymbol für ja                                       | 01.000 Sicherheitsstufe                                           | 016.000                              |
| 3–6 | 064.000                              | 049.000                                         | 015.000                                         | Rotes X oder Kreuzchensymbol für nein                             | Rotes X oder Kreuzchensymbol für nein                             | 064.000                              |
| 7 | 032.000                              | 024.000                                         | 08.000                                          | Grünes Häkchensymbol für ja                                       | 100.000                                                           | 108.000                              |
| 8–12 | 032.000                              | Ohne Spielangebot                               | Ohne Spielangebot                               | Ohne Spielangebot                                                 | Ohne Spielangebot                                                 | 032.000                              |
| 13 | 016.000                              | 012.000                                         | 04.000                                          | Grünes Häkchensymbol für ja                                       | 020.000                                                           | 024.000                              |
| 14 | 016.000                              | 012.000                                         | 04.000                                          | Grünes Häkchensymbol für ja                                       | 050.000                                                           | 054.000                              |
| 15–17 | 016.000                              | Ohne Spielangebot                               | Ohne Spielangebot                               | Ohne Spielangebot                                                 | Ohne Spielangebot                                                 | 016.000                              |
| * Mit Joker-Tauschangebot (einen der vier Joker gegen einen anderen der vier Joker vor Beginn des Spiels) Der Kandidat tauschte den Publikumsjoker in einen zweiten Zusatzjoker. |                                      |                                                 |                                                 |                                                                   |                                                                   |                                      |
| Sechstes Special / 2. – 5. September 2024 |                                      |                                                 |                                                 |                                                                   |                                                                   |                                      |
| Kandidat | Anfänglicher Gewinn                  | Angebot                                         | Angebot                                         | Finalspiel                                                        | Gewinn im Finale                                                  | Gewinn letztendlich                  |
| Kandidat | Anfänglicher Gewinn                  | Gewinnverzicht                                  | Gewinnbehalt                                    | Finalspiel                                                        | Gewinn im Finale                                                  | Gewinn letztendlich                  |
| 1 | 064.000                              | 059.000                                         | 05.000                                          | Rotes X oder Kreuzchensymbol für nein                             | Rotes X oder Kreuzchensymbol für nein                             | 064.000                              |
| 2 | 064.000                              | 054.000                                         | 010.000                                         | Grünes Häkchensymbol für ja                                       | 01.000 Sicherheitsstufe                                           | 011.000                              |
| 3 | 032.000                              | 025.000                                         | 07.000                                          | Grünes Häkchensymbol für ja                                       | 050.000                                                           | 057.000                              |
| 4 | 032.000                              | 026.000                                         | 06.000                                          | Rotes X oder Kreuzchensymbol für nein                             | Rotes X oder Kreuzchensymbol für nein                             | 032.000                              |
| 5 | 032.000                              | 032.000                                         | 0                                               | In Auswahlrunde unterlegen oder nicht beteiligt                   | In Auswahlrunde unterlegen oder nicht beteiligt                   | 032.000                              |
| 6 | 016.000                              | 016.000                                         | 0                                               | Grünes Häkchensymbol für ja                                       | 100.000                                                           | 100.000                              |
| 7 | 016.000                              | 016.000                                         | 0                                               | Grünes Häkchensymbol für ja                                       | 050.000                                                           | 050.000                              |
| 8–11 | 016.000                              | 016.000                                         | 0                                               | In Auswahlrunde unterlegen oder nicht beteiligt                   | In Auswahlrunde unterlegen oder nicht beteiligt                   | 016.000                              |
| Siebtes Special / 6. – 10. Januar 2025 |                                      |                                                 |                                                 |                                                                   |                                                                   |                                      |
| Kandidat | Anfänglicher Gewinn                  | Angebot                                         | Angebot                                         | Finalspiel                                                        | Gewinn im Finale                                                  | Gewinn letztendlich                  |
| Kandidat | Anfänglicher Gewinn                  | Gewinnverzicht                                  | Gewinnbehalt                                    | Finalspiel                                                        | Gewinn im Finale                                                  | Gewinn letztendlich                  |
| 1 | 125.000                              | 085.000                                         | 040.000                                         | Rotes X oder Kreuzchensymbol für nein                             | Rotes X oder Kreuzchensymbol für nein                             | 125.000                              |
| 2 | 064.000                              | 044.000                                         | 020.000                                         | Grünes Häkchensymbol für ja                                       | 050.000                                                           | 070.000                              |
| 3 | 064.000                              | 049.000                                         | 015.000                                         | Rotes X oder Kreuzchensymbol für nein                             | Rotes X oder Kreuzchensymbol für nein                             | 064.000                              |
| 4 | 032.000                              | 027.000                                         | 05.000                                          | Grünes Häkchensymbol für ja                                       | 01.000 Sicherheitsstufe                                           | 06.000                               |
| 5 | 032.000                              | 025.000                                         | 07.000                                          | Rotes X oder Kreuzchensymbol für nein                             | Rotes X oder Kreuzchensymbol für nein                             | 032.000                              |
| 6–7 | 032.000                              | 027.000                                         | 05.000                                          | Im Shootout Kandidatin 4 unterlegen                               | Im Shootout Kandidatin 4 unterlegen                               | 032.000                              |
| 8–10 | 032.000                              | 027.000                                         | 05.000                                          | Rotes X oder Kreuzchensymbol für nein                             | Rotes X oder Kreuzchensymbol für nein                             | 032.000                              |
| 11 | 016.000                              | 016.000                                         | 0                                               | Grünes Häkchensymbol für ja                                       | 01.000 Sicherheitsstufe                                           | 01.000                               |
| 12 | 016.000                              | 016.000                                         | 0                                               | Grünes Häkchensymbol für ja                                       | 100.000                                                           | 100.000                              |
| 13 | 016.000                              | 016.000                                         | 0                                               | Grünes Häkchensymbol für ja                                       | 030.000                                                           | 030.000                              |
| 14–18 | 016.000                              | 016.000                                         | 0                                               | In der Auswahlfrage Kandidatin 13 unterlegen                      | In der Auswahlfrage Kandidatin 13 unterlegen                      | 016.000                              |
| Achtes Special / 20. – 24. April 2025 |                                      |                                                 |                                                 |                                                                   |                                                                   |                                      |
| Kandidat | Anfänglicher Gewinn                  | Angebot                                         | Angebot                                         | Finalspiel                                                        | Gewinn im Finale                                                  | Gewinn letztendlich                  |
| Kandidat | Anfänglicher Gewinn                  | Gewinnverzicht                                  | Gewinnbehalt                                    | Finalspiel                                                        | Gewinn im Finale                                                  | Gewinn letztendlich                  |
| 1 | 064.000                              | 054.000                                         | 010.000                                         | Rotes X oder Kreuzchensymbol für nein                             | Rotes X oder Kreuzchensymbol für nein                             | 064.000                              |
| 2 | 032.000                              | 027.000                                         | 05.000                                          | Grünes Häkchensymbol für ja                                       | 01.000 Sicherheitsstufe                                           | 06.000                               |
| 3 | 032.000                              | 027.000                                         | 05.000                                          | Grünes Häkchensymbol für ja                                       | 030.000                                                           | 035.000                              |
| 4 | 032.000                              | 027.000 032.000                                 | 05.000 0                                        | In der Auswahlrunde unterlegen Im Shootout Kandidat 12 unterlegen | In der Auswahlrunde unterlegen Im Shootout Kandidat 12 unterlegen | 032.000                              |
| 5 | 032.000                              | 027.000                                         | 05.000                                          | In der Auswahlrunde unterlegen                                    | In der Auswahlrunde unterlegen                                    | 032.000                              |
| 6–8 | 032.000                              | 027.000                                         | 05.000                                          | Keine Beteiligung an der Auswahlrunde                             | Keine Beteiligung an der Auswahlrunde                             | 032.000                              |
| 9 | 016.000                              | 016.000                                         | 0                                               | Grünes Häkchensymbol für ja                                       | 050.000                                                           | 050.000                              |
| 10 | 016.000                              | 016.000                                         | 0                                               | Grünes Häkchensymbol für ja                                       | 0                                                                 | 0                                    |
| 11 | 016.000                              | 016.000                                         | 0                                               | Rotes X oder Kreuzchensymbol für nein                             | Rotes X oder Kreuzchensymbol für nein                             | 016.000                              |
| 12 | 016.000                              | 016.000                                         | 0                                               | Grünes Häkchensymbol für ja                                       | 020.000                                                           | 020.000                              |
| 13–15 | 016.000                              | Ohne Spielangebot                               | Ohne Spielangebot                               | Ohne Spielangebot                                                 | Ohne Spielangebot                                                 | 016.000                              |

Erstes Special
Vom 3. bis 6. Januar 2022 fand an vier aufeinanderfolgenden Tagen die erste „3-Millionen-Euro-Woche“ statt. Alle acht Kandidaten, die in den Sendungen nach üblichem Modus von Montag bis Mittwoch mindestens 16.000 Euro gewannen, qualifizierten sich für die Finalsendung am Donnerstag, dem 6. Januar.
In der Finalsendung wurde den Kandidaten in absteigender Reihenfolge ihrer Gewinnsumme von Günther Jauch ein Angebot gemacht, auf den Großteil ihres Gewinns zu verzichten und dafür ein zweites Spiel mit neu konzipiertem Gewinnbaum und einem verdreifachten Maximalgewinn von drei Millionen Euro zu spielen. Kandidat 1 erhielt zunächst ein Angebot von 100.000 Euro Gewinnbehalt, das er ebenso ablehnte wie das zweite von 150.000 Euro Gewinnbehalt. Sodann wurde Kandidatin 2 gefragt, ob sie für 30.000 Euro Gewinnbehalt spielen möchte. Sie wollte jedoch 50.000 Euro Gewinnbehalt herausschlagen, was Jauch ablehnte. So willigte sie in sein Angebot ein, was Jauch aber noch auf 40.000 Euro aufstockte. Kandidat 3 lehnte das Angebot ebenfalls ab. Die Kandidaten mit 16.000 Euro hatten zweimal eine Auswahlfrage zu bestreiten, wonach noch zwei von ihnen auf dem Stuhl in der Mitte Platz nehmen konnten. Eine Kandidatin verschlechterte ihr Ergebnis aus dem ersten Spiel.
Zweites Special
Im Finale der zweiten 3-Millionen-Euro-Woche am 4. August 2022 lehnten die beiden 125.000-Euro-Gewinner Spielangebote von Jauch mit 30.000 und 40.000 Euro Gewinnbehalt ab. Jauch ließ daraufhin die fünf 64.000-Euro-Gewinner eine Auswahlrunde spielen und bot dem Gewinner eine Spielrunde bei 15.000 Euro Gewinnbehalt an. Der Kandidat lehnte zunächst ab, war aber dazu bereit, als Jauch einen fünften Joker anbot. Der Kandidat konnte zwischen einem zweiten Publikumsjoker und einem zweiten Zusatzjoker entscheiden und wählte letzteren. Nach diesem Spiel wurde einem 125.000-Euro-Gewinner ein Spiel mit 50.000 Euro Gewinnbehalt angeboten, woraufhin dieser ebenfalls einen zusätzlichen fünften Joker forderte, was Jauch annahm. Danach war der zweite 125.000-Euro-Gewinner weiterhin nicht zu einem Spiel bereit, worauf Jauch auf die am nächsten zu ihm sitzende 64.000-Euro-Gewinnerin zuging und ein Spiel mit 15.000 Euro Gewinnbehalt anbot. Auch diese Kandidatin forderte einen fünften Joker und zusätzliche 2.000 Euro zur Vergrößerung ihrer Stofftiersammlung, was Jauch akzeptierte. Alle drei Spieler der 3-Millionen-Euro-Leiter konnten ihren Gewinn aus dem ersten Spiel erhöhen.
Drittes Special
Die dritte 3-Millionen-Euro-Woche umfasste anders als bisher vier Vorrundentage, so dass 15 Kandidaten das nunmehr am Freitag ausgetragene Finale erreichten. Dem 125.000-Euro-Gewinner bot Jauch 30.000 Euro Gewinnbehalt für ein Spiel im 3-Millionen-Euro-Gewinnbaum an, was dieser ebenso ablehnte wie ein Angebot mit demselben Gewinnbehalt und einem zweiten Zusatzjoker. Danach startete Jauch eine Auswahlfrage unter den 64.000-Euro-Gewinnern, dem Schnellsten bot Jauch ein Spiel erst mit 15.000, dann mit 20.000 Euro Gewinnbehalt an, worauf der Kandidat einen Deal mit 20.000 Euro und fünftem Joker wünschte, worauf Jauch nicht einging. Weiter ging es mit einer Auswahlfrage unter den 32.000-Euro-Gewinnern, der Schnellste bekam 7.000 Euro Gewinnbehalt angeboten, was er ablehnte. Jauch erhöhte auf 10.000 Euro, der Kandidat forderte vergeblich einen fünften Joker und erklärte sich darauf umgehend zum Spiel bereit. Nach dem Spiel veranstaltete Jauch eine Auswahlfrage unter den übrigen 64.000- und 32.000-Euro-Gewinnern, der Schnellsten bot er ein Spiel mit 7.000 Euro Gewinnbehalt an. Sie bat um eine etwas höhere Summe, Jauch besserte aber nicht nach, die Kandidatin erklärte sich dennoch bereit und beantwortete die 100.000-Euro-Frage falsch. Unter den 16.000-Euro-Gewinnern suchte sich Jauch selbst eine Kandidatin heraus, der er von vornherein 0 Euro ohne Aufstockung offerierte, was sie annahm. Zuletzt ging er mit 7.000 Euro Gewinnbehalt auf einen 32.000-Euro-Gewinner zu, der darauf verwies, dass diese Summe soeben ein schlechtes Omen bedeutete, so dass Jauch auf 10.000 Euro aufstockte und der Kandidat akzeptierte.
Viertes Special
Neun Kandidaten mit Gewinnen zwischen 16.000 und 64.000 Euro gelangten aus den drei Sendungen zuvor ins Finale. Jauch ging auf eine 64.000-Euro-Gewinnerin zu, mit der er sich am zweiten Spieltag sehr angeregt unterhalten hatte, insbesondere zu ihrer beruflichen Vergangenheit bei Beate Uhse. Sein Angebot, mit 15.000 Euro Gewinnbehalt zu spielen, lehnte sie ab. Sodann steuerte Jauch einen 16.000-Euro-Gewinner an, der am ersten Spieltag von seiner über 100.000 Euro teuren, erstandenen Pilotenlizenz berichtet hatte und das Angebot annahm. Während des Spiels gab er an, die Lizenz bereits von Ersparnissen beglichen zu haben, wovon der überrascht wirkende Jauch anscheinend nicht ausgegangenen war und ihm deshalb zu Geld hatte verhelfen wollen. Danach lehnte die bereits befragte Kandidatin auch ein zweites Angebot mit einem zweiten Zusatzjoker ab, für das sie 25.000 statt der im Raum stehenden 10.000 Euro Gewinnbehalt forderte. Jauch ließ daher die 64.000-Euro-Riege eine Auswahlrunde spielen. Die schnellste Kandidatin handelte Jauchs Gewinnbehalt-Angebot um 2.000 Euro hoch, da die „7 ihre Glückszahl“ wäre. Zuletzt gab es eine Auswahlrunde der beiden 32.000-Euro-Gewinner. Der darin erfolgreiche Kandidat sprach Jauch auf einem zweiten Zusatzjoker an, worauf Jauch auch bei ihm um 2.000 Euro aufstockte.
Fünftes Special
Alle 17 Kandidaten, die es in den vier Vorrundentagen auf den Ratestuhl schafften, erreichten mindestens 16.000 Euro und damit einen Platz im Finale. Dort lehnte der 125.000-Euro-Gewinner eine Spielrunde mit 40.000 Euro Gewinnbehalt ab. Sodann steuerte Jauch unter den 64.000-Euro-Gewinnern einen Lehrer einer Schweriner Schule an, der Stempel unter Schüleraufgaben setzt, darunter einen „Günther-Jauch-Stempel“ mit einer Karikatur Günther Jauchs, wenn die Antwort nicht zur Frage passt, aber interessant ist. Das Angebot mit 15.000 Euro Gewinnbehalt lehnte dieser ab. Jauch ging weiter zu einer 32.000-Euro-Gewinnerin, die in der Vorrunde angegeben hatte, Gewinne bis 64.000 Euro an die Familie ihres Freundes abgeben und Gewinne darüber mit dieser teilen zu müssen. Danach lehnte der 125.000-Euro-Gewinner ein zweites Angebot mit 50.000 Euro Gewinnbehalt ab. Jauch ging auf eine zuletzt auf Klassenfahrten in Rom bestohlene Lehrerin zu, die ihr Vorrundenergebnis auf 24.000 Euro verbesserte. Anschließend verkündete Jauch, dass er allen 64.000-Euro-Gewinnern ein Angebot mit 15.000 Euro Gewinnbehalt unterbreite, eine Auswahlrunde unter ihnen abhalte und wer das Angebot nicht annehmen wolle, sich nicht am Beantworten beteiligen solle. Nur der Lehrer, der zuvor abgelehnt hatte, beteiligte sich und verschlechterte sein Ergebnis. Der 125.000-Euro-Gewinner erhielt sein letztes Angebot um eine Jokertauschmöglichkeit aufgestockt, worauf er einwilligte. Jauch trat zuletzt an eine weitere 16.000-Euro-Gewinnerin heran.
Sechstes Special
Im sechsten Special standen erstmals die Qualifikationsrunden unter einem eigenen Motto. Am Montag, dem 2. September 2024, traten „selbsternannte Klugscheißer“ an, womit wohl angedeutet wurde, dass diese Kandidaten im Unterschied zur Mottosendung nicht von Verwandten oder Bekannten angemeldet wurden. Am Dienstag spielten jeweils fünf Vertreter der „Generationen U30 und Ü80“ (einen ähnlichen Sendungstitel gab es bislang nicht) um einen Finalplatz. Am Mittwoch bekamen erneut ehemalige Kandidaten, die auf 0 oder 500 Euro abstürzten, eine „Letzte Chance“.
Von den 11 Kandidaten im Finale lehnte zunächst die Ü80-64.000-Euro-Gewinnerin ein Spielangebot mit 5.000 Euro Gewinnbehalt ab. Der 16.000-Euro-Gewinner Niclas Schell nahm mit 0 Euro Gewinnbehalt an. Die 64.000-Euro-Gewinnerin lehnte eine Wiederholung des ersten Angebots abermals ab. Der 64.000-Euro-Gewinner nahm ein Angebot mit 8.000 Euro Gewinnbehalt in dem Moment an, als Jauch auf 10.000 Euro erhöhte. So spielte er mit verbleibenden 10.000 Euro. Dann wählte Jauch einen weiblichen und einen männlichen 32.000-Euro-Gewinner aus und bot ihnen abwechselnd, von 1000 Euro angefangen, jeweils eine um 1.000 Euro höhere Behaltsumme. Die Kandidatin schlug bei 7.000 Euro ein. Zuletzt stellte Jauch allen, die noch nicht in der Mitte waren, eine Auswahlfrage, die sie, wenn sie nicht mit 0 Euro Gewinnbehalt spielen wollte, nicht zu beantworten brauchten. Zwei Antworten wurden innerhalb der Zeitspanne von 20 s gegeben; eine Kandidatin, die sich als Vize-Miss-Germany-1987 und Nacktsonnenbaderin vorgestellt hatte und sich wie Schell und der 64.000-Euro-Gewinner in der Klugscheißer-Runde qualifizierte, gewann 50.000 Euro „für die Tiere“.
Siebtes Special
Das siebte Special vom 6. bis 10. Januar 2025 war das dritte, das über fünf Tage – von Montag bis Freitag – gespielt wurde. Eine Kandidatin aus dem sechsten Special, die an einer fehlerhaften Frage gescheitert war, durfte die 32.000-Euro-Frage nochmals wiederholen und gelangte wie 17 weitere Kandidaten ins Finale. Der letzte Kandidat der Vorrunde vom 9. Januar, der die 64.000-Euro-Frage falsch beantwortete, wurde im Finale von Jauch als Erster zum Antreten bewegt und fiel nach einer erneut falschen Antwort auf 1.000 Euro zurück. Der 125.000-Euro-Gewinner lehnte ein Spiel mit 30.000 Euro Gewinnbehalt ab. Ein Urologin, die in der Vorrunde bei der 125.000-Euro-Frage abstürzte, bekam das nächste Spielangebot und konnte den Fehler wieder ausbügeln. Danach lehnten der 125.000-Gewinner das Spielen mit 40.000 Euro Behalt, die beiden 64.000-Euro-Gewinner Spielen mit 8-, 9-, 10-, 12-, 13, 14- und 15.000 Euro Behalt und ein 32.000-Euro-Gewinner Spielen mit 5-, 6- und 7.000 Euro Behalt ab. So wurde eine Auswahlfrage unter den restlichen 16.000-Euro-Gewinnern veranstaltet, alsdann ein Shootout unter den 32.000 Euro-Gewinnern. Bei letzterem wollten drei Kandidatinnen antreten; diejenige, die sich am schnellsten meldete, kam in die Mitte und stürzte auf 6.000 Euro ab. Dem 125.000-Euro-Gewinner wurde ein drittes Mal erfolglos ein Spiel bei 40.000 Euro Behalt angeboten; bei einem weiteren Shootout unter den 64.000-Euro-Gewinnern kam bei 20.000 Euro Behalt einer von ihnen zum Zuge.
Achtes Special
Zum Finale am 24. April 2025 fanden sich aus den vier Vortagen jeweils sieben 32.000-Euro- und 16.000-Euro-Gewinner neben einem 64.000-Euro-Gewinner ein. Dieser lehnte zu Beginn sein einziges Spielangebot mit 10.000 Euro Gewinnbehalt ab. Der danach zum Spiel aufgeforderte 16.000-Euro-Gewinner war ohne Gewinnbehalt spielbereit. Der 20-jährige Bosnier war als Ersatz für einen erkrankten Teilnehmer in der Vortagessendung eingesprungen und von Jauch zu 16.000 Euro protegiert worden, nachdem er dessen Sympathien aufgrund akzentfreier Sprachbeherrschung nach fünf Jahren Aufenthalt in Deutschland und seiner Jacke mit Who Wants to Be a Millionaire?-Sticker gewonnen hatte. Den nächsten Kandidaten suchte der Moderator unter den 32.000-Euro-Gewinnern mittels Auswahlfrage. Der darin Schnellste zog dann bei 20.000 Euro den ersten Joker und teilte am Telefon seiner Tochter nur eine der vier Antwortmöglichkeiten mit, um deren Bestätigung er nachsuchte. Dem kam sie zwar nach, die Antwort war jedoch nicht die richtige. Nach den drei Spielangeboten an Männer tat Jauch sein Bemühen um Geschlechtsausgeglichenheit kund und bot nun einer 16.000-Euro-Gewinnerin den Platz in der Mitte an. Diese gab bereits bei der 500-Euro-Frage eine falsche Antwort und verließ als erste Kandidatin einer 3-Millionen-Euro-Woche mit 0 Euro samt vier Jokern das Panel. Ein weiterer 16.000-Euro-Gewinner war am ersten Vorrundentag bei der Frage, wofür ein Blauspüler verwendet wird, durch Unwissen um den Gebrauch einer WC-Ente aufgefallen. Jauch unterwies ihn nun in deren Gebrauch anhand einer aufgestellten Toilettenschüssel und wollte ihn danach auf dem „heißen Stuhl“ sitzen sehen, doch der Jura-Absolvent ließ sich nur auf Ersteres ein. So wandte sich Jauch an die „schnellste Frau der Auswahlrunde“, die allerdings auch die einzige Beteiligte daran war und die alsdann ihren Vorrundengewinn leicht steigerte. Das Gleiche gelang dem letzten Kandidaten, der nach einem Shootout unter „selbsteingestandenen Klugscheißern“ zum Zuge kam, nachdem sein Gegner seine 32.000 Euro der Vorrunde nicht ohne Gewinnbehalt aufs Spiel setzen wollte.

### Überraschungskandidaten (seit 2014)

#### Überraschungs-Special
Am 26. Mai 2014 fand das erste Überraschungs-Special statt. Dazu rief RTL im Herbst 2013 auf. Man konnte Personen ohne deren Wissen für die Sendung anmelden. Ein von seiner Schulklasse angemeldeter Lehrer befand sich als Zuschauer in der Sendung, ein von seiner Chefin angemeldeter Angestellter mit ihr im Studio nebenan, in dem Die ultimative Chartshow aufgezeichnet wurde; der dritten, von ihrer Familie angemeldeten Kandidatin, wurde zuhause eine Einladung von Günther Jauch in eine Wer wird Millionär?-Sendung eingespielt. Die Chefin durfte neben ihrem Angestellten mitraten, der Lehrer nach einer Entscheidung von Günther Jauch und RTL ein Fünftel der für den Förderverein seiner Schule erspielten 125.000 Euro für seine anstehende Hochzeit verwenden. Bis Ende 2016 folgten sieben weitere Ausgaben. Pfingstsonntag und -montag 2023 wie 2024 gab es ein zweiabendliches Überraschungs-Special, das jeweils bis gegen 0 Uhr lief.

#### Klugscheißer-Special
Beim Klugscheißer-Special, einer Variation des Überraschungs-Specials, welches am 21. Oktober 2016 ausgestrahlt wurde, konnten Freunde und Familie heimlich ihren persönlichen „Klugscheißer“ anmelden, um sich für dessen Belehrungen zu rächen. Am 16. Januar 2018 wurde ein weiteres Klugscheißer-Special ausgestrahlt. Das Studiopublikum stimmte zwischen jeweils zwei Kandidaten ab, von denen einer auf dem Ratestuhl Platz nehmen sollte. Als Entscheidungshilfe dienten dafür „Beweisvideos“, die von den Begleitpersonen der Kandidaten aufgenommen wurden und die Kandidaten zu Hause beim „Klugscheißen“ zeigten. Am 31. August 2018 wurde ein drittes Klugscheißer-Special ausgestrahlt, bei dem die Kandidaten wie in regulären Ausgaben eine Auswahlfrage beantworten mussten, um auf den Ratestuhl zu kommen. Bei dieser Ausgabe wurde auf die Regeln des Zocker-Specials zurückgegriffen.

#### Undercover-Special
Die Kandidaten wurden in einem Bielefelder Parkhaus „gecastet“, indem die Ausfahrtschranke nicht aufging und sie stattdessen von kostümierten Komparsen Fragen nach Wer wird Millionär?-Muster präsentiert bekamen. Von den Kandidaten, die es in der Doppelfolge am 1. Dezember 2016 auf den Stuhl schafften, wurde als Einspielfilm das von versteckten Kameras aufgenommene „Casting“ gezeigt.

#### Publikums-Special
Am 27. Februar 2017 fand erstmals ein Publikums-Special statt. Dabei gab es keine regulären Kandidaten, sondern über eine Auslosung wurden acht Zuschauer aus dem Publikum ausgewählt, die anschließend gewohnterweise über eine Auswahlfrage die Chance auf das Spiel hatten.

#### Danke-Special
Am 21. September 2020 und am 20. September 2021 waren drei Besucher der Sendung von begleitenden Bekannten oder Verwandten ohne deren Wissen angemeldet worden, um damit einen Dank auszudrücken. Vonseiten der Regie erhielten die drei Spieler einen zusätzlichen „Danke“-Joker: eine Beratung mit dem (den) jeweiligen „Anmelder(n)“.

### Gewinne für einen sozialen Zweck (seit 2015)

#### Lehrer-Schüler-Special
siehe unter Rateteams (seit 2006)

#### Vereins-Special
Bei dem am 11. Dezember 2017 gesendeten zweistündigen Special „Für den Verein zur Million“ traten acht Kandidaten für ihren Verein an. Die erspielten Gewinne gingen in die Vereinskassen. Im Studio saßen zur Unterstützung der Kandidaten Mitglieder der antretenden Vereine. Die drei Kandidaten, die es auf den Ratestuhl schafften, spielten für einen Roller-Derby-Verein, einen Tätowierer-Verein sowie das Männerballett eines Karnevalsvereins.

### Mottosendungen (seit 2015)

#### 80er-Jahre-Special
Am 23. November und am 30. November 2015 fanden einstündige 80er Jahre-Specials mit acht Kandidaten zu Beginn der ersten Sendung statt. Hintergrund für diese Ausgabe war der Start der Fernsehserie Deutschland 83.

#### Winnetou-Special
Im Vorfeld der Ausstrahlung der Neuverfilmung fand am 22. Dezember 2016 ein Winnetou-Special als Doppelfolge statt. Acht Kandidaten hatten als Auswahlfrage eine Themafrage zu lösen und wer es auf den Stuhl schaffte, eine weitere vorab in der Fragenleiter auf einen Platz zwischen 50 und 16.000 Euro zu setzen. Dieses Niveau stellte gleichzeitig die Sicherheitsstufe dar. Wurde es erreicht, setzte sich Günther Jauch beim Stellen dieser „Winnetou“-Frage eine indianische Federhaube auf. Jeder Kandidat durfte über drei Joker verfügen, den Publikums- und den Zusatzjoker sowie einen abgewandelten 50:50-Joker, der im Jokerdiagramm als Zielscheibe stilisiert wurde. Wählte der Kandidat diesen, bekam er einen Bogen und drei Pfeile in die Hand, mit denen er auf eine Zielscheibe zu schießen hatte. Damit zwei falsche Antworten wegfielen, musste er mindestens mit einem Pfeil die beiden inneren Ringe oder mit zwei Pfeilen die beiden äußeren Ringe treffen. Traf er nur mit einem oder mit keinem Pfeil die äußeren Ringe, verschwand nur eine oder keine falsche Antwort.

#### Weihnachts-Special
In der letzten Ausgabe vor Weihnachten fand am 18. Dezember 2017 ein Weihnachts-Special mit doppelter Länge statt. Die Kandidaten nahmen nach korrekter Beantwortung der 500-Euro-Frage aus einem Sack „Geschenke“, die aus einem zusätzlichen Joker beziehungsweise einer Sicherheitsstufe bestanden. Bei den drei Kandidaten, die es auf den Ratestuhl schafften, waren dies ein doppelter Joker (z. B. bei einer Frage zwei Telefonjoker anrufen), eine zusätzlich, frei wählbare Sicherheitsstufe und ein weiterer Joker, bei dem der Kandidat sich für eine Joker-Art entscheiden musste.
2018 fand eine zweiteilige Ausgabe des Weihnachts-Specials statt; am 17. Dezember mit Kandidaten, die an Heiligabend arbeiteten, teilweise mit einem weihnachtlichen Bezug wie als Weihnachtsmarktverkäuferin oder als Weihnachtsengel. Im dekorierten Studio saß ein Weihnachtsmann, aus dessen Gabensack drei Kandidaten diesmal vor der ersten Frage ein Präsent wie 2017 ziehen konnten. Sie gewannen 16.000, 32.000 und 64.000 Euro. Im zweiten Teil, am 21. Dezember, waren lediglich sechs Kandidaten im Studio. Nach richtiger Beantwortung der Auswahlfrage setzte sich die Familie des Kandidaten auf eine Bank nach vorne; zudem wurde der Weihnachtsbaum der Familie präsentiert. Erneut konnten die Kandidaten einen der Sonderjoker aus einem Gabensack ziehen. Damit wurden 64.000 und 125.000 Euro gewonnen, eine Hängekandidatin durfte im folgenden Silvester-Special weiterraten. Beim Weihnachts-Special am 26. Dezember 2023 waren die Joker in Kugeln am Weihnachtsbaum in der Mitte enthalten, darunter der zu Ostern 2023 eingeführte Günther-Jauch-Joker. In der zweiteiligen Ausgabe an den Weihnachtsfeiertagen 2024 erhielt jeder Kandidat entweder den Günther-Jauch-Joker, einen zweiten Zusatzjoker oder den neu vorgestellten Kandidaten-Zusatzjoker (einen der anderen sieben Kandidaten zur Beratung) als fünften (bzw. vierten Joker in der klassischen Variante) zugelost.

#### Lehrer-Special
In einer Doppelfolge am 16. April 2018 stellten acht Lehrer die Kandidaten. Auf dem Ratestuhl erspielten drei von ihnen 64.000, 16.000 und 8.000 Euro. Am 29. April 2019 wurde ein zweites Lehrer-Special als Doppelfolge ausgestrahlt. Die drei Pädagogen, die es auf den Ratestuhl schafften, gewannen 500, 8.000 und 125.000 Euro.

#### Fußball-Special
Am 4. Juni 2018 wurde anlässlich der bevorstehenden Fußballweltmeisterschaft eine Doppelfolge mit dem Titel „Das große Special zur Fußball-WM“ ausgestrahlt. Die Auswahlfragen um das Thema Fußball stellte Matze Knop, der dabei den Bundestrainer Joachim Löw imitierte. Die acht Kandidaten hatten alle mit dem Thema Fußball zu tun, unter anderem traten eine Schiedsrichterin, ein Maskottchen-Darsteller sowie ein Musiker einer Fußballband an. Die drei Kandidaten, die es auf den Ratestuhl schafften, erspielten einmal keinen Gewinn und zweimal 16.000 Euro. Vor Spielbeginn konnten sie festlegen, bei welcher Gewinnstufe eine Fußballfrage gestellt werden sollte.

#### Abi-Special
Am 20. August 2018 traten acht Kandidaten an, die im Schuljahr 2017/2018 ihr Abitur erhalten haben. Die drei Kandidaten, die es auf den Ratestuhl schafften, erspielten einmal 32.000 Euro und zweimal 16.000 Euro.

#### Oktoberfest-Special
In einer Doppelfolge am 24. September 2018 traten acht Kandidaten an, die eine Tätigkeit auf dem zwei Tage zuvor eröffneten Oktoberfest ausüben, wie eine Wiesnführerin oder eine Rosenverkäuferin. Mottobezogen erschienen die Kandidaten in Tracht, Jauch zapfte ein Bierfass an und ließ sich von der letzten Kandidatin, einer Wiesnbedienung, im Tragen von zehn Maßkrügen unterweisen, bevor diese schlussendlich 500.000 Euro gewann. Zwei andere Kandidaten nahmen 500 und 32.000 Euro nach Hause.

#### Silvester-Special
Am 28. Dezember 2018 fand ein Silvester-Special mit acht in Deutschland lebenden Migranten statt, die auf dem Kandidatenstuhl etwas über ihre Silvesterbräuche erzählen sollten.

#### Hüttengaudi
Ein am 7. Januar 2019 ausgestrahltes Special hatte als Motto „Hüttengaudi 2019“, mit dem die Kandidaten in Verbindung gebracht wurden. Dekoriert war das Studio mit künstlichem Schnee, einer Hütte, Nadelbäumen und Skiern. Als Stargast war der Sänger DJ Ötzi anwesend, der mehrere Auszüge seiner Songs präsentierte. Dies sorgte im Nachhinein bei vielen Zuschauern für Kritik.

#### Karnevals-Special
Die Sendung von Rosenmontag, dem 4. März 2019, wurde mit riesigen Papp-Jecken, einem verkleideten Publikum und der Kölner Tanzgarde gestaltet.

#### Muttertags-Special
Anlässlich des Muttertags tags zuvor traten am 13. Mai 2019 sechs Mütter an, die jeweils von mehreren Familienmitgliedern begleitet wurden. Die beiden Kandidatinnen, die es auf den Ratestuhl schafften, erspielten jeweils 64.000 Euro. Erstmals in der Geschichte der Sendung nahmen nur Kandidatinnen teil.

#### Oster-Special
Das „große Oster-Special“ fand Ostersonntag und -montag, dem 9. und 10. April 2023, von jeweils 20:15 bis 0:00 Uhr ohne Unterbrechung durch RTL Direkt statt. Die Auswahlfragen trugen Prominente (Laura Wontorra, Wolfgang Bosbach, Jan Hofer, Giovanni Zarrella, Motsi Mabuse, Tim Mälzer, Oliver Pocher, Joachim Llambi, Horst Lichter) sowie eine Osterhasen-Puppe in Einspielern vor. Jeweils 5 Kandidaten von 8 bzw. 9 (am Montag inklusive des Wildcard-Inhabers) gelangten auf den Ratestuhl in der Mitte. Jeder von ihnen erhielt einen zusätzlichen „Ei-Joker“. Am Sonntag durfte jeder Kandidat ein Riesenei aus einem Riesenosternest in der Studiomitte entnehmen. Jauch zeigte daraufhin den jeweils darin enthaltenen Joker in die Kamera: Freie Jokerwahl: Publikums-, Zusatz-, Telefon- oder 50:50-Joker – letzterer nicht mit dem weiteren 50:50-Joker kombinierbar; Mit der Begleitperson zur Frage beraten – ein Kandidat ohne Begleitperson kann dies mit einem weiteren Kandidaten aus dem „Panel“ tun (zweimal gezogener Joker); Eine falsche Antwort fällt weg – nicht mit dem 50:50-Joker kombinierbar; Zusatzjoker. Ohne nähere Kenntnis des Ei-Jokers hatten ihn die Kandidaten vorab auf einer Stufe der Fragenleiter zu platzieren, auf der er dann zur Verfügung stand – platziert wurde er an den beiden Tagen von allen Kandidaten auf den drei Fragestufen zwischen 16.000 und 64.000 Euro. Am Montag wurde der Ei-Joker bei allen Kandidaten zum „Günther-Jauch-Joker“, wie es die Redaktion tags zuvor ankündigte: die Kandidaten konnten über die Lösung der Frage mit dem Moderator beraten. 64.000 Euro waren dreimal die höchste Gewinnsumme.
Fast identisch gestaltete sich das Special zu Ostern 2024. Zehn Prominente stellten die Auswahlfragen, aus dem Vorjahr waren Bosbach und Mabuse wieder mit von der Partie. Ein Produktionsmitarbeiter im Hasenkostüm brachte den zehn Kandidaten auf dem Ratestuhl jeweils einen Korb, aus dem sie einen der fünf „Ei-Joker“ ziehen durften, darunter den „Günther-Jauch-Joker“. Diesmal erreichten fünf Kandidaten wiederum 64.000 Euro als höchste Gewinnsumme.

## Besonderheiten

### Strittige Fragen
Trotz sorgfältiger Überprüfung schleichen sich beim Ausdenken der Fragen in seltenen Fällen Fehler ein, meist aufgrund widersprüchlicher Quellen. In einigen Fällen durfte der betreffende Kandidat später neu einsteigen.
- „Jedes Rechteck ist ein …?“
  - Antwortmöglichkeiten: Rhombus, Quadrat, Trapez, Parallelogramm
  - Folge vom 31. Januar 2003
  - Wert: 16.000 €
  - Richtig sind zwei Antworten: Parallelogramm und Trapez. Das Rechteck ist sowohl Spezialfall des Trapezes als auch des Parallelogramms,[38] das seinerseits ein Spezialfall eines Trapezes ist. Interessant ist in diesem Zusammenhang, dass die große Brockhaus-Enzyklopädie (1996, Band 22) das Trapez ausdrücklich mit zwei unterschiedlich langen parallelen Seiten definiert und dann tatsächlich nur das gesuchte Parallelogramm richtig gewesen wäre. Nach der mathematischen Definition allerdings versteht man unter einem Trapez ein Viereck, das mindestens ein Paar paralleler Gegenseiten besitzt. Die Kandidatin, die bei dieser Frage ausgestiegen war, wurde erneut eingeladen.[39][40][38][41]

- „Welcher Nobelpreisträger für Physik war mehrfacher Fußballnationalspieler seines Landes?“
  - Antwortmöglichkeiten: Gustav Hertz, Niels Bohr, Pierre Curie, Henri Becquerel
  - Folge vom 10. Oktober 2005
  - Wert: 500.000 €
  - Laut WWM soll es Niels Bohr gewesen sein. Belegen lässt sich aber nur, dass der Bruder Harald Bohr Fußballnationalspieler für Dänemark war. Beide Brüder waren erfolgreiche Vereinsfußballer. Der dänische Verband erklärte, für die Zeit Anfang des 20. Jahrhunderts keine Aufzeichnungen mehr zu besitzen. Möglicherweise beruht die Behauptung, auch Niels Bohr sei Nationalspieler gewesen, auf der Meldung einer dänischen Tageszeitung anlässlich der Verleihung des Nobelpreises an Niels Bohr. Eine der Quellen für die WWM-Redaktion war (neben der Brockhaus-CD-ROM) Wikipedia. Nach der strittigen Frage änderte man in dem Onlinelexikon den Eintrag zu Niels Bohr. Der Kandidat wurde erneut eingeladen.[42]

- „Worauf weist das zu den Richtzeichen gehörende Verkehrszeichen 317 hin?“
  - Antwortmöglichkeiten: Wanderdüne, Wanderzirkus, Wanderparkplatz,[43] Wanderratten
  - Folge vom 15. Januar 2007
  - Wert: 4.000 €
  - Nach der ab 1992 gültigen Straßenverkehrsordnung wäre die richtige Antwort Wandererparkplatz. Daraufhin erhielt die Kandidatin in der folgenden Sendung den bei der Wanderparkplatz-Frage verwendeten 50:50-Joker zurück. Das 1967 offiziell hinzugekommene Verkehrszeichen wurde damals jedoch unter der Bezeichnung Wanderparkplatz eingeführt.[44] Der Ausdruck „Wanderparkplatz“ blieb offensichtlich im Bewusstsein weitaus gebräuchlicher als der später eingeführte „Wandererparkplatz“.

- „Wer erfand einen Dampfkochtopf und eine Schnellschreibmaschine mit 16 Tasten?“
  - Antwortmöglichkeiten: Henry Bessemer, Karl Friedrich Drais, Peter Henlein, George Stephenson
  - Folge vom 10. Dezember 2007
  - Wert: 1.000.000 €
  - Die von der Redaktion als richtig gesuchte Antwort war Karl Friedrich Drais, der tatsächlich eine Schnellschreibmaschine mit 16 Tasten erfunden hatte. Die Kandidatin stieg mit 500.000 Euro aus. „Drais hat keinen Dampfkochtopf erfunden“, widersprach der Biograph des Erfinders, Hans-Erhard Lessing. Erfunden habe er nur einen Holzsparherd mit isolierten Töpfen, der später zur Kochkiste weiterentwickelt wurde. Ein RTL-Sprecher blieb aber dabei, Drais habe „einen“ Dampfkochtopf erfunden, wenn auch nicht den ersten. Da der erste Erfinder des Dampfkochtopfs Denis Papin nicht unter den vier Antwortmöglichkeiten gewesen sei, sei die Frage „vollkommen korrekt“ gestellt gewesen.[45]

- „Was ist besonders hochwertig, wenn es in sogenannter 90/10er-Qualität angeboten wird?“
  - Antwortmöglichkeiten: Tannenbäume, Lametta, Marzipan, Glühwein
  - Folge vom 21. November 2008
  - Wert: 500.000 €
  - Der zu Rate gezogene Publikumseinzeljoker sprach sich deutlich für „Lametta“ aus. Als der Kandidat auf Günther Jauchs Rat noch den 50:50-Joker einsetzte und daraufhin „Lametta“ wegfiel, entschied er sich dafür, mit 125.000 Euro auszusteigen. WWM erklärte allein die Antwort „Marzipan“ für richtig – tatsächlich aber wurde damals auch noch Lametta in der edleren Variante 90/10 produziert: Die letzte deutsche Firma, die dieses herstellte, schloss ihre Pforten Ende 2015.[46][47]

- „Wovon gab es in der Bundesrepublik bis zur Wiedervereinigung nur ein einziges Exemplar?“
  - Antwortmöglichkeiten: 2000er-Berg, Insel in der Ostsee, Millionenstadt, Nebenfluss der Elbe
  - Folge vom 9. November 2012
  - Wert: 64.000 €
  - Laut WWM soll es in der damaligen Bundesrepublik Deutschland nur eine einzige Insel in der Ostsee gegeben haben. Tatsächlich ist keine der Antworten richtig, denn es gab in der Bundesrepublik mehrere Ostseeinseln (unter anderem Fehmarn und Warder im offenen Meer sowie im Meeresarm Schlei die Möweninsel, Hestholm, Kieholm und Flintholm und im Burger Binnensee die Kohlhof-Insel). Der Kandidat wusste keine Antwort und stieg aus.[48]

- „Wer ist der Namensgeber einer der drei größten deutschen Universitäten?“
  - Antwortmöglichkeiten: Friedrich Wilhelm, Ludwig Maximilian, Ernst August, Peter Alexander
  - Folge vom 30. Januar 2017
  - Wert: 32.000 €
  - Der Kandidat entschied sich für Friedrich Wilhelm; richtig sei jedoch Ludwig Maximilian gewesen. Diesen Namen trägt die Universität München, jedoch sind zwei verschiedene Personen Namensgeber: Herzog Ludwig IX. von Bayern-Landshut, der die Universität in Ingolstadt gründete, und König Maximilian I. Joseph von Bayern, der sie nach Landshut verlegte. Da die Redaktion zu dem Schluss kam, die Frage sei missverständlich, wurde der Kandidat erneut eingeladen, musste jedoch – anders als die bisherigen Kandidaten, die aufgrund einer strittigen Frage ausschieden – nochmals an der Auswahlrunde teilnehmen.[49]

- „Wer ist im bekannten Volkslied ‚Die Vogelhochzeit‘ der Bräutigam?“
  - Antwortmöglichkeiten: Amsel, Drossel, Fink, Star
  - Folge vom 11. Januar 2021 (Zocker-Special)
  - Wert: 125.000 €
  - RTL bezog sich auf die bekannte Version des Liedes aus der Sammlung Schlesische Volkslieder mit Melodien von August Heinrich Hoffmann von Fallersleben und Ernst Heinrich Leopold Richter von 1842 und erwartete die Antwort „Drossel“. Der Kandidat Niklas Bayer-Eynck entschied sich für die „Amsel“ und schied aus. Es gibt jedoch alternative Versionen wie etwa „Der Stigelitz“, in der die Amsel der Bräutigam ist. RTL gab dem Kandidaten eine zweite Chance.[50]

- „Wen googelten die Deutschen in der Kategorie ‚Persönlichkeiten international‘ 2023 noch häufiger als US-Popstar Taylor Swift?“
  - Antwortmöglichkeiten: Margot Robbie, Queen Camilla, Elon Musk, Harry Kane
  - Folge vom 3. September 2024 (3-Millionen-Euro-Woche)
  - Wert: 32.000 €
  - Kandidatin Laura Harbig entschied sich für Elon Musk und fiel auf 500 € zurück, da RTL Harry Kane für die richtige Antwort hielt. Taylor Swift war allerdings 2023 die meistgegoogelte „Persönlichkeit International“ und somit alle Antwortmöglichkeiten falsch. Grundlage für die Frage war die im Dezember 2023 veröffentlichte Google-Jahresstatistik, die Kane vor Swift führte, jedoch keine absoluten Abrufzahlen, sondern besonders starke Anstiege im Vergleich zu früheren Zeiträumen auswertet.[51][52] Deswegen gewährte RTL Harbig eine erneute Teilnahme bei der 3-Millionen-Euro-Woche im Januar 2025. Die Mathematikstudentin konnte wählen, mit vier Jokern bei 0 Euro zu starten oder wie zuletzt ohne Joker bei 32.000 Euro und entschied sich bereits im September 2024 für Letzteres.[53]

### Nachträgliche Disqualifikation
Jeder Kandidat, der es in der Sendung einmal in die Mitte geschafft hat, ist lebenslang von weiteren Teilnahmen an der Spielshow ausgeschlossen. Diese Grundregel umging am 10. April 2006 ein Kandidat, der auf dem Stuhl in der Mitte als Reinhold Schlager 64.000 Euro erspielte, obwohl er bereits drei Jahre zuvor am 16. Mai 2003 unter dem Namen Luis Meyer 500 Euro als Kandidat gewonnen hatte. Er soll auf der Bewerbung zur erneuten Teilnahme seinen Wohnsitz falsch angegeben haben. Die Sendungsverantwortlichen disqualifizierten den Spieler, den zufällig ein Zuschauer wiedererkannt hatte, nachträglich und zahlten die 64.000 Euro nicht aus. Die verbliebenen Kandidaten der Show vom 10. April 2006 bekamen am 8. Mai 2006 eine zweite Chance.

### Ersatzfrage nach Zwischenruf aus dem Publikum
In der Sendung vom 15. April 2024 wollte eine Kandidatin bei der 64.000-Euro-Frage „Wie weit liegen die beiden Orte mit Deutschlands niedrigster und höchster Postleitzahl voneinander entfernt?“ nach Heranziehen eines Telefonjokers die falsche Antwort „weit mehr als 900 km“ einloggen (richtige Antwort: „nur rund 220 km“), als aus dem Studiopublikum ein „Nein!“ zu hören war. Daraufhin wurde die Frage für ungültig erklärt und eine Ersatzfrage gestellt, bei der die Kandidatin – nach erneutem Einsatz eines Telefonjokers – wiederum die falsche Antwort wählte und auf 16.000 Euro zurückfiel.

### Mutmaßlicher Betrug durch eine Spendenorganisation
In einem Prominenten-Special im September 2009 gewann Alice Schwarzer 500.000 Euro zugunsten des Berliner Frauenhilfsvereins Hatun und Can e. V. Im Rahmen späterer Nachfragen durch Schwarzer und RTL kam der Verdacht auf, dass der Verein Spenden nicht satzungsgemäß verwende. Im März 2010 wurde der Vereinsgründer festgenommen und von der Staatsanwaltschaft Berlin wegen Betrugs angeklagt. Im September 2011 wurde er in erster Instanz wegen Spendenbetrugs zu einer Haftstrafe von vier Jahren und zehn Monaten verurteilt. Das Landgericht Berlin sah es als erwiesen an, dass er mit falschen Behauptungen Spendengelder in Höhe von rund 700.000 Euro erschlichen und für eigene Zwecke veruntreut hatte. Der Verein sei „nur eine Luftnummer“ und habe ihm lediglich als Konstrukt gedient, um Spenden zu kassieren. Die Polizei konnte 360.000 Euro und einen 60.000 Euro teuren Pkw sicherstellen, der Verbleib des restlichen Geldes blieb ungeklärt. Der Angeklagte habe davon gut gelebt, doch es bestehe eine „riesige Deckungslücke“ zwischen den Spendeneinnahmen und den ermittelten Ausgaben. Das Gericht war überzeugt, dass nur „eine Handvoll Frauen“ finanzielle Hilfe oder anderweitige Unterstützung erhalten hatten.

### Verdacht auf Schleichwerbung
In der Sendung vom 8. Dezember 2006 fragte Jauch nach dem körpereigenen Wirkstoff Hyaluron, der als Antifaltenmittel verwendet wird. In der folgenden Werbepause zeigte RTL einen Spot für eine Creme mit genau dieser Substanz. RTL bestritt einen Zusammenhang zwischen Frage und Werbespot; die für RTL zuständige Niedersächsische Landesmedienanstalt sah darin ebenfalls keine Schleichwerbung und wertete das Vorkommnis als Zufall.

## Statistiken

### Bisherige Hauptgewinner
Sechzehnmal lösten Kandidaten die Millionenfrage, davon drei Prominente in den Prominenten-Specials. Zweimal wurde der Hauptgewinn dabei in Deutscher Mark, vierzehnmal in Euro erreicht. Eine Kandidatin beantwortete die Millionenfrage nicht, sondern erzielte den bisherigen Höchstgewinn von mehr als 1,5 Millionen Euro über die Jackpotvariante (Stand: 24. März 2020).
| #  | Name                 | Sendungsdatum     | Sendung                |
| -- | -------------------- | ----------------- | ---------------------- |
| 1  | Eckhard Freise       | 2. Dezember 2000  | 62                     |
| 2  | Marlene Grabherr     | 20. Mai 2001      | 130                    |
| 3  | Gerhard Krammer      | 18. Oktober 2002  | 247                    |
| 4  | Maria Wienströer     | 29. März 2004     | 394                    |
| 5  | Stefan Lang          | 9. Oktober 2006   | 601                    |
| 6  | Timur Hahn           | 8. Januar 2007    | 627                    |
| 7  | Oliver Pocher        | 30. Mai 2008      | Prominenten-Special 16 |
| 8  | Thomas Gottschalk    | 20. November 2008 | Prominenten-Special 17 |
| 9  | Ralf Schnoor         | 26. November 2010 | 906                    |
| 10 | Barbara Schöneberger | 30. Mai 2011      | Prominenten-Special 22 |
| 11 | Sebastian Langrock   | 11. März 2013     | 1.073                  |
| 12 | Thorsten Fischer 1   | 17. Oktober 2014  | 15 Jahre               |
| 13 | Nadja Sidikjar 2     | 13. November 2015 | 2. Jackpot-Special     |
| 14 | Leon Windscheid      | 7. Dezember 2015  | 1.216                  |
| 15 | Jan Stroh 3          | 2. September 2019 | 20 Jahre               |
| 16 | Ronald Tenholte      | 24. März 2020     | 1.453                  |

### Weitere bekannte Gewinner
Außerhalb der Prominenten-Specials gibt es weitere Gewinner mit größerem Bekanntheitsgrad (Auswahl):
- Manuel Hobiger, 2003, 500 €[60]
- Thorsten Zirkel, 2006, 16.000 €[61]
- Mirko Stark, 12. und 19. November 2007, 8.000 €
- Volker Weininger, 30. November 2007, 32.000 €
- Marco Seiffert, 22. Januar 2010, 125.000 €
- Bastian Bielendorfer, 4. und 8. Oktober 2010, 32.000 € (wurde durch seine Auftritte bei WWM bekannt)
- Meike Winnemuth, 11. Oktober 2010, 500.000 €
- Peter Kruck, 7. und 10. Januar 2011, 125.000 €
- Aaron Troschke, 21., 24. und 28. September 2012, 125.000 € (wurde durch seine Auftritte bei WWM bekannt)
- Ricardo Richter, 23. November 2012, 64.000 €
- Lisa Loch, 25. November und 2. Dezember 2013, 32.000 €
- Mike Hairston, 12. Januar 2015, 16.000 €
- Birgit Liss, 19. Januar 2015, 16.000 €
- Michael „Grosi“ Grossenbacher, 13. April 2015, 32.000 €[62]
- Stefan Marggraff, 14. März 2016, 16.000 €[63]
- Alexandra Philipps, 11. April 2016, 16.000 €
- Johannes Volkmann, 4. Januar und 15. Februar 2021, 64.000 €[64]
- Nicola Baumann, 5. April 2021, 125.000 € (Zocker-Special)
- Evelyn Burdecki, 3. Juni 2021, 15.555 € (1500. Folge)
- Martina Brandl, 2. August 2021, 125.000 €
- Sebastian Fitzner, 31. Januar 2022, 16.000 €
- Evangelos Polichronidis, 24. April 2023, 32.000 €
- Werner Holzwarth, 28. Mai 2023, 32.000 € (Überraschungsspecial)
- Annika Strauss, 23. April 2025, 32.000 € (3-Millionen-Euro-Woche)

### Jubiläumsfolgen
| Sendung  | Sendungsdatum      | Telefongewinnspiel |
| -------- | ------------------ | ------------------ |
| 100      | 24. März 2001      |                    |
| 200      | 4. März 2002       |                    |
| 300      | 18. Oktober 2002   |                    |
| 400      | 29. März 2004      |                    |
| 500      | 10. September 2005 | 10.000 Euro        |
| 555      | 13. Februar 2006   | 5.555 Euro         |
| 600      | 6. Oktober 2006    | 6.000 Euro         |
| 700      | 12. November 2007  | 7.000 Euro         |
| 800      | 20. März 2009      | 8.000 Euro         |
| 10 Jahre | 25. September 2009 | 10.000 Euro        |
| 900      | 5. November 2010   | 9.000 Euro         |
| 1000     | 3. Februar 2012    | 10.000 Euro 1      |
| 1100 2   | 2. September 2013  |                    |
| 15 Jahre | 17. Oktober 2014   | 15.000 Euro        |
| 1200     | 22. Juni 2015      | 5.000 Euro         |
| 1250     | 30. Mai 2016       | 10.000 Euro        |
| 1300     | 13. März 2017      | 10.000 Euro        |
| 18 Jahre | 18. September 2017 | 10.000 Euro        |
| 1400     | 6. Mai 2019        | 10.000 Euro        |
| 20 Jahre | 2. September 2019  | 40.000 Euro        |
| 1500     | 3. Juni 2021       | 33.333 Euro        |
| 25 Jahre | 17. Oktober 2024   | 25.000 Euro        |

### Weitere Zahlen und Fakten

Abrufstatistik des Wikipediaartikels „Geweih“, nachdem der Kandidat nach dem am schnellsten wachsenden Organ gefragt wurde

- Da zunächst nur vier Ausgaben geplant waren, wurden die ersten 35 Folgen aus Kostengründen in Hilversum in den Niederlanden produziert.[65][66]
- Mehr als 43.000 Fragen wurden insgesamt gestellt (Stand: September 2024).[67]
- 9.503 Joker wurden insgesamt eingesetzt (Stand: 25. Juli 2022).
- Mehr als 3.400 Kandidaten schafften es seit der ersten Ausgabe auf den Stuhl (Stand: September 2024),[67] aus dem Ausland vor allem Kandidaten aus Österreich und der Schweiz.[68][69][70]
- Die Kandidaten erspielten insgesamt rund 124 Millionen Euro (Stand: 1600 Folgen – Februar 2023).[71]
- Die Millionenfrage wurde insgesamt 91-mal gestellt (Stand: 26. Dezember 2023).
- Von diesen 91-mal wurde sie einmal falsch und fünfzehnmal richtig beantwortet (Stand: 5. Januar 2022).
- Es gibt 43 Gewinner, die 500.000 Euro erspielten, drei Kandidaten, die 750.000 Euro Gewinnsumme errangen, sowie zwei Kandidaten, die beim Jackpot-Spezial 917.600 Euro und 1.538.450 Euro gewannen (Stand: 23. Oktober 2023).
- Bisher beendeten 34 Kandidaten das Spiel gänzlich ohne Gewinn, davon fünf Teilnehmer beim Jackpot-Spezial und eine Frau, die bereits die 50-Euro-Frage falsch beantwortete (Stand: 27. Mai 2024).
- Anke Engelke nahm an insgesamt acht Prominentenausgaben für den guten Zweck teil und saß damit öfter als jede andere Person auf den Kandidatenstuhl. Sie erspielte 2.251.500 Euro, darunter bei vier Besuchen jeweils 500.000 Euro (Stand: September 2024).[67]
- Am 14. März 2011 wurde die 25.000. Frage gestellt.
- Bisher wurde sechsmal der Publikumsjoker bei der Millionenfrage gezogen; dabei wählte die Mehrheit des Publikums viermal die falsche Antwort (Stand: 13. April 2012).[71]
- Durchschnittlich gewann jeder Kandidat 36.306 Euro (Stand: 999 Folgen – Januar 2012).
- Pro Sendung werden durchschnittlich Gewinne in Höhe von zusammen 75.000 Euro ausgeschüttet.
- Die Suchanfragen bei der Wikipedia steigen überproportional an, sobald die Auswahlmöglichkeiten während der Ausstrahlung bekannt sind.
- In 25 Jahren trug Günther Jauch in der Sendung rund 1.000 verschiedene Anzüge (Stand: September 2024).[67]

## Trivia
- Tanja Ortmann beantwortete die erste Auswahlfrage in 4,85 Sekunden – und wurde damit am 3. September 1999 als erste Kandidatin bei Wer wird Millionär? ausgewählt. Sie gewann nach etwa 25 Minuten 8.000 DM.
- Im März 2002 schaffte es erstmals eine blinde Kandidatin in die Mitte. Sie erspielte 32.000 Euro.[72]
- Im Februar 2005 beantworteten zwei Kandidaten eine Auswahlfrage auf die hundertstel Sekunde genau gleich schnell richtig. Es folgte ein Stechen zwischen diesen beiden. Da sie die folgende Auswahlfrage nicht innerhalb des Zeitlimits beantworten konnten, musste eine weitere Auswahlfrage entscheiden.
- Für die Sendung am 10. Oktober 2005 schafften es zwei verwandte Kandidaten sowie eine weitere diesen bekannte Person, sich zu qualifizieren. Es handelte sich um Antje Telgenbüscher, ihren Sohn Joachim Telgenbüscher und einen Sohn von dessen Griechischlehrer.[73] Erstere hatten beide ihren Ehemann respektive Vater als Telefonjoker angegeben.[74] Letzterer schaffte es zuerst auf den Stuhl und gewann 125.000 Euro; die letzte Frage war die oben aufgeführte strittige Frage nach Niels Bohr[75]. Anschließend gelang es auch Joachim Telgenbüscher, die Auswahlfrage kurz vor Sendungsschluss als Schnellster zu beantworten.[73] Er erspielte in der darauffolgenden Sendung 32.000 Euro. Durch die Teilnahme an zahlreichen Quizsendungen finanzierte er sich über sieben Jahre sein Studium und veröffentlichte ein Buch mit Ratschlägen zur Vorbereitung auf Quizshows (Quizknacker. Ein Gewinner zeigt, wie’s geht).[76]
- Der Moderator hat für jede Auswahlrunde drei Fragen bei sich. Bei einer Sendung im Jahr 2007 konnte keine der Fragen beantwortet werden, und es musste eine weitere ins Studio gebracht werden.
- Viermal schaffte es keiner der Kandidaten in die Mitte, da die Überhangkandidaten die ganze Sendung beanspruchten. Zweimal benötigte ein Kandidat gleich drei Ausgaben. Nach Aaron Troschke, dem das 2012 zuerst gelang, beanspruchte Leon Windscheid drei Sendungen für seinen Millionengewinn am 7. Dezember 2015. Die Kandidaten bekamen jeweils eine neue Chance.
- Am 20. November 2008 nahm Thomas Gottschalk am 17. Prominenten-Special teil. Dabei gab er an, Marcel Reich-Ranicki als Telefonjoker zu haben. Reich-Ranicki hatte kurz zuvor breite mediale Aufmerksamkeit erregt, als er den Deutschen Fernsehpreis 2008 in einer von Gottschalk moderierten Sendung nicht angenommen hatte und das Bildungsniveau im deutschen Fernsehen scharf kritisierte. Schließlich setzte Gottschalk den Joker ein, als sich die Millionenfrage mit der letzten Lebensgefährtin von Franz Kafka beschäftigte. Noch bevor Gottschalk die Antwortalternativen vorlesen konnte, nannte Reich-Ranicki die richtige Lösung: Es war Dora Diamant.
- Am 16. März 2009 schied erstmals eine Kandidatin mit vier ungenutzten Jokern aus dem Spiel aus.
- Das 18. Prominenten-Special vom 29. Mai 2009 musste zweimal aufgezeichnet werden. Einen Tag nach der ersten Aufzeichnung vom 19. Mai fand man in einem Konferenzraum Fragenausdrucke, die jemand dort nach einer Redaktionssitzung am 13. Mai vergessen hatte. Um Beeinflussungen auszuschließen, wurde die Sendung am 26. Mai nochmals aufgenommen. Dabei garantierten die Entscheider den Prominenten, mindestens ihre beim ersten Mal erspielte Summe zu erhalten.[77] In der Sendung kam es dann zu weiteren „Premieren“: Erstmals stand beim Zusatzjoker niemand aus dem Publikum auf. Außerdem durfte Cindy aus Marzahn ihren Zusatzjoker zweimal nutzen.
- In der 2. Jubiläumsfolge am 18. September 2009 wurde bei dem zweiten Kandidaten die 2000-Euro-Frage ausgelassen: Der Kandidat beantwortete die 1000-Euro-Frage, bei der es um einen Ochsenfrosch ging, richtig. Danach folgte plötzlich die 4000-Euro-Frage. Weder Günther Jauch noch dem Kandidaten, noch dem Publikum fiel das auf.
- In einer Folge wurde nach dem Durchschnittsalter der neuen Bundesregierung gefragt. Das Alter hatte sich jedoch vor der Ausstrahlung der Sendung verändert, da Franz Josef Jung zurückgetreten und Kristina Schröder (damals noch als Kristina Köhler) neu vereidigt worden war. Ein eingeblendeter Text wies darauf hin, dass die Antwort zum Zeitpunkt der Aufzeichnung stimmte.
- Am 12. November 2010 nahm eine Kandidatin den Zusatzjoker bei der 300-Euro-Frage: „Wer mit seinem Auto sehr schnell fährt, der …? A wärmt, B feuert, C heizt, D macht den Kamin an“ (richtige Antwort: C). Damit bekam der Zusatzjoker zum ersten Mal für eine Antwort mehr Geld als die Kandidatin. Diese fiel später von 4000 Euro auf 500 Euro zurück.
- In der 906. Folge Ende 2010 kannte der Kandidat die Antwort auf die Millionenfrage bereits, als der Telefonjoker angerufen wurde. Der Kandidat begann den Dialog, indem er fragte, ob beim Telefonjoker alles klar und ob Sabine noch im Laden sei.[78]
- Am 28. Januar 2011 hatte die Begleitung eines Kandidaten die richtige Antwort versehentlich verraten. Günther Jauch wertete dies als Versehen und ließ die Frage weiterlaufen.
- Für ihren Auftritt im Prominenten-Special am 30. Mai 2011 standen Maria Höfl-Riesch nur zwei Telefonjoker zur Verfügung, weil der ebenfalls vorgesehene Ralf Rangnick keine Zeit hatte. Auf Vorschlag von Steffen Hallaschka wurde dann bei der 125.000-Euro-Frage ein Studiogast spontan zum „Telefonjoker“ ernannt und von Jauch hinter die Studiotür gebracht, um den Regeln zu entsprechen und sich nicht im Studio zu befinden. Bei einem virtuellen „Anruf“ antwortete der Studiogast mit einem Megafon durch die offene Tür. Wie die Zusatzjoker erhielt er für die richtige Antwort 500 Euro.
- In der Doppelfolge am 23. September 2011 durfte ein Kandidat seinen Telefonjoker fünfmal verwenden: Beim ersten Mal war die gewünschte Person nicht erreichbar, und der Kandidat durfte einen anderen Joker nutzen. In der nachfolgenden Frage, der Telefonjoker war als einzige Hilfe übrig geblieben, war eine weitere Person nicht zu sprechen. Jauch eröffnete ihm die Möglichkeit, den erweiterten Telefonjoker zu nutzen. Da es sich um eine Modefrage handelte, wünschte der Kandidat, eine Frau zu sprechen: Die erste aus Düsseldorf ging ans Telefon, empörte sich aber darüber, dass ihre Telefonnummer bei RTL zugänglich war, und legte auf. Eine zweite Dame aus München war nicht verfügbar. Erst die dritte Frau aus Potsdam spielte mit, konnte jedoch die Frage nicht beantworten.
- In einer Folge vom Oktober 2011 gelang es einer Frau als Zusatzjoker, zweimal die 500 Euro zu gewinnen, indem sie die Fragen zweier Kandidaten richtig beantwortete. Das Gleiche passierte in einer im Januar 2021 ausgestrahlten Sendung, als aufgrund der COVID-19-Pandemie anstelle des Publikums nur eine kleine Anzahl ehemaliger Teilnehmer anwesend war und einer davon zwei Kandidaten helfen konnte.
- In der Sendung vom 14. November 2011 schaffte es ein Zusatzjoker erstmals, die 500 Euro zu gewinnen, ohne auch nur ein Wort zu sagen. Bei der 8000-Euro-Frage, bei der es um das Zusammenrechnen von Dartpunkten ging, half Jauch der Kandidatin, die zum Schluss zur richtigen Antwort fand. Der Zusatzjoker gewann die 500 Euro, die Kandidatin beendete das Spiel bei 16.000 Euro.
- Die häufigste richtige Antwort in den ersten 1000 Folgen Wer wird Millionär? war „Spanien“; sie kam 17-mal vor. In der tausendsten Sendung wurde diese Frage als Millionenfrage gestellt, die ein Kandidat garantiert spielen durfte, egal, wann er ausgestiegen war.
- Abgesehen von den Prominenten- und anderen Specials gewannen bislang zwei Kandidaten, am 11. März 2013 und am 7. Dezember 2015, mit der Risikovariante die Höchstsumme.
- In der Sendung vom 26. Oktober 2012 wurde eine Frage inoffiziell gestellt: Eine Kandidatin beantwortete die 125.000-Euro-Frage nicht und gewann 64.000 Euro. Da sie anschließend jedoch beim Raten der 125.000-Euro-Frage richtig tippte, ließ es sich Günther Jauch nicht nehmen, eine 500.000-Euro-Frage stellen zu lassen, um zu testen, ob die Kandidatin auch diese richtig beantworten würde. An dieser scheiterte sie jedoch. Das Gleiche war bereits bei einem anderen Kandidaten in den Vorjahren vorgekommen.
- Beim Promi-Special am 22. November 2012 war der Telefonjoker von Michael Kessler Günther Jauch. Die gestellte Frage war: Wie heißt Günther Jauch mit zweitem Vornamen?
- In der Folge vom 11. März 2013 gewann der Kandidat eine Million Euro – er wusste die letzte Lösung, bevor die Antwortmöglichkeiten genannt wurden, hatte aber noch seinen Telefonjoker übrig. Dennoch nutzte er diesen. Der Angerufene erfuhr erst nach dem Vorlesen der Frage, dass das Spiel schon beendet war.[79]
- Beim Promi-Special am 21. November 2013 saß erstmals eine Moderatorin eines anderen Ablegers von „Who Wants to Be a Millionaire?“ auf dem Kandidatenstuhl: Khatera Yusufi moderiert die afghanische Ausgabe. Die Journalistin aus Kabul ist in Deutschland aufgewachsen und ausgebildet und erspielte 64.000 Euro für den RTL-Spendenmarathon.[80]
- In derselben Sendung schaffte es der Fußballexperte und Telefonjoker Waldemar Hartmann mit einem Patzer bei einer Fußballfrage in die Schlagzeilen. Die Supertalent-Juroren Lena Gercke und Guido Maria Kretschmer stellten ihm die 64.000-Euro-Frage: „Welche Fußballnation konnte bei den bisherigen 19 Weltmeisterschaften nie den Titel im eigenen Land gewinnen?“ Aus den Antwortmöglichkeiten Brasilien, Deutschland, Argentinien oder Frankreich entschied sich Hartmann für Deutschland, das jedoch 1974 den Titel im eigenen Land gewann. Erst nach Jauchs Tipp, sich durch den Publikumsjoker abzusichern, kamen die Kandidaten der richtigen Antwort „Brasilien“ auf die Spur.[81] (Beim Promi-Special am 11. Juni 2018 war Hartmann erneut Telefonjoker, diesmal für Chris Tall. Bei der 32.000-Euro-Frage „Welche ist die einwohnerreichste Stadt Deutschlands, die noch nie einen Erstligisten im Männerfußball stellte?“ nannte Hartmann aus den Antwortmöglichkeiten Bonn, Dresden, Fürth und Saarbrücken sowohl Bonn als auch Fürth, was im Studio für Verwirrung sorgte. Tall wählte mit Hilfe des 50:50-Jokers schließlich die richtige Antwort: Bonn.)
- Am 14. Februar 2014 schaffte es der bis dahin älteste Kandidat der Sendung in die Mitte: Karlheinz Reher war 86 Jahre alt. In der darauffolgenden Folge am 17. Februar 2014 gewann er 125.000 Euro. Vor der Teilnahme an der Show hatte er sich nach eigener Aussage knapp 300-mal erfolglos beworben.[82] Im Dezember 2021 schaffte es Renate Muddemann als älteste Kandidatin auf den Stuhl. Die 83-Jährige hatte bereits zuvor in anderen RTL-Formaten mitgewirkt.[83]
- Der Bundestagsabgeordnete Wolfgang Bosbach wollte beim Prominenten-Special vom 2. Juni 2014 bei einer DDR-spezifischen Frage die Bundeskanzlerin Angela Merkel anrufen. Es meldete sich bei zwei Versuchen nur die Mailbox. Bosbach entschied sich, die Fernsehmoderatorin Maybrit Illner anzurufen. Diese erreichte er, nur wusste Illner die Antwort nicht. Bosbach stieg aus und gewann 125.000 Euro. Angela Merkel meldete sich per SMS gegen Ende der Sendung noch bei Bosbach.[84][85]
- Am 17. Oktober 2014 beantwortete ein Kandidat zum ersten Mal die Millionenfrage falsch. Georges Devalois Yepnang Mouhoutou aus Siegen wählte in der Sendung zum 15-jährigen Jubiläum nach dem Erreichen der 16.000 Euro die Möglichkeit, die Millionenfrage sofort gestellt zu bekommen, die dann definitiv beantwortet werden musste. Er wählte eine falsche Antwort und fiel von 16.000 Euro auf 500 Euro zurück.
- Am 15. Juni 2015 beantwortete erstmals eine Kandidatin die 50-Euro-Frage falsch.[86]
- In der Folge vom 21. September 2015 verriet Günther Jauch versehentlich indirekt die Antwort auf eine 16.000-Euro-Frage. In der Frage, in der es um den identischen Standort des Schlosses Charlottenburg und des (gesuchten) Schlosses Bellevue ging, erwähnte Jauch ungläubig den korrekten Ort – die Bundeshauptstadt Berlin. Daraus folgerte der Kandidat die richtige Antwort. In der Sendung vom 27. März 2017 kam es zu einer ähnlichen Situation, als Jauch bei einer 2.000-Euro-Frage einen Evergreen um den gesuchten Namen Alice als Sprachgesang ergänzte.
- Als bislang ältester Telefonjoker beantwortete in der Sendung vom 14. März 2016 der 101-jährige Hans von Seggern die 125.000-Euro-Frage richtig.
- Im Undercover-Special vom 1. Dezember 2016 wurde einer Kandidatin folgende 100-Euro-Frage gestellt: Steht man während einer Kabinettssitzung vor dem Bundeskanzleramt, dann tagen …? Die richtige Antwort sollte innen Minister lauten, tatsächlich stand aber im Antwortfeld innen Minster.
- In der Ausgabe vom 29. Mai 2017 wählte der Kandidat einen Zusatzjoker, der bereits eine Woche zuvor in dieser Funktion eine Frage beantworten durfte. In beiden Fällen antwortete er richtig.
- Im Zocker-Special vom 21. August 2017 schaffte es Heinrich Röhrl auf den „heißen Stuhl“. Er hatte sich von allen bisherigen Kandidaten mit 3899-mal am häufigsten beworben und erspielte in der Sendung 125.000 Euro.[87]
- Im Klugscheißer-Special vom 16. Januar 2018 war auf Günther Jauchs Moderationskarte ein Name falsch angegeben, außerdem wurde einem Kandidaten versehentlich die 50-Euro-Frage seiner Vorgängerin gestellt.[88]
- In der Ausgabe vom 19. Januar 2018 war das Studio exotisch dekoriert, denn am selben Abend feierte die zwölfte Staffel von Ich bin ein Star – Holt mich hier raus ihre Premiere. Aus diesem Anlass stellte Bob McCarron, der in der Dschungelsendung als Dr. Bob auftritt, per Einspieler aus Australien die Auswahlfrage.[89] In der darauffolgenden Ausgabe vom 22. Januar wurde dieselbe Kulisse genutzt, und Dr. Bob stellte abermals die Auswahlfrage.
- Beim Promi-Special vom 11. Juni 2018 bekam in der Runde von Dunja Hayali der Zusatzjoker nicht wie üblich 500, sondern 1000 Euro für die korrekte Beantwortung der 500.000-Euro-Frage. Hayali entschied sich allerdings gegen das Risiko und brach ihr Spiel ab.
- Beim Abi-Special vom 20. August 2018 war gleich bei zwei Kandidaten ein Telefonjoker nicht zu erreichen.[90]
- Um Zuschauerkarten zu erhalten, tragen sich Interessenten auf einer Liste ein. Im November 2018 betrug die Wartezeit laut Aussage der Produktionsfirma Endemol vier Jahre.[91]
- In der Sendung vom 20. Mai 2019 stand eine Kandidatin nach der Auswahlfrage auf, obwohl eine andere Kandidatin die Frage schneller beantwortet hatte und auch deren Name aufgerufen wurde. Die Regie machte Jauch nach einigen Sekunden auf den Irrtum aufmerksam.[92][93]
- In der Sendung vom 18. Mai 2020 bat ein Kandidat, nachdem er das Spiel beendet hatte, seine Begleitung herunter und machte ihr einen Heiratsantrag. Dies stellt in der Geschichte dieser Sendung ein Novum dar. Im Februar 2019 hatte bereits ein anderer Gast um die Hand einer jungen Dame angehalten, damals allerdings per Telefon.
- Am 7. September 2020 zog ein Kandidat bei der Frage, welches Magazin erst kürzlich sein hundertjähriges Jubiläum feierte, das gesamte Publikum zurate. Es entschied sich zu 87 % für die Apotheken Umschau, auf die sich auch der Kandidat im Vorfeld festgelegt hatte. Tatsächlich aber lautete die korrekte Antwort Kicker, wofür nur 7 % des Publikums votiert hatten.
- Im Zocker-Special vom 11. Januar 2021 verspielte Janos Pigerl beim Zocker-Special die höchste Summe in der Geschichte der Sendung. Er beantwortete die 750.000-Euro-Frage falsch und verlor so 249.000 Euro von der letzten gemeisterten Gewinnstufe (250.000 Euro). Er hatte noch zwei Joker.[94] In der Jubiläumssendung zur 1500. Folge im Juni 2021 durfte er ein zweites Mal antreten und gewann 133.333 Euro.[95]
- In der Ausgabe vom 5. April 2021 drückte nach Einsatz des Gesamtpublikumsjokers erstmals keiner der Zuschauer eine Antwort auf die 250.000-Euro-Frage nach Gryllteisten. Folgerichtig wurde die übliche Grafik ohne Balken und mit lauter Null-Prozent-Werten eingeblendet. Aufgrund der coronabedingten Hygienebestimmungen saßen nur 18 Zuschauer im Publikum.[96]
- Beim „Danke-Special“ vom 20. September 2021 war der erste Kandidat im Begriff, bei der 2.000-Euro-Frage der Antwort seines Telefonjokers zu folgen, als der Moderator eingriff und ihm mit Hilfe eines erfundenen „Moderatorenjokers“ diese Antwort verwehrte. Der Zusatzjoker riet daraufhin zu einer anderen Antwort, die den Kandidaten eine Runde weiterbrachte.[97]
- Beim Prominenten-Special vom 18. November 2021 gab ein Zuschauer als Publikumsjoker eine falsche Antwort, die er nach einem Hinweis Jauchs im Nachhinein änderte. Da er nach den Spielregeln keine 500 Euro hätte gewinnen dürfen, sprach ihm Jauch einen Trostpreis von 250 Euro zu. Diese Summe spendete der Publikumsjoker an den parallel laufenden RTL-Spendenmarathon.[98]
- Während der „3-Millionen-Euro-Woche“ nahm am 5. Januar 2022 der Kandidat Leon Maximilian Laloi teil, der sich mit einem YouTube-Video beworben hatte, in dem er 100.000 Mal den Namen „Günther Jauch“ sagt.[99] Das Video dauert insgesamt 16:32 Stunden und erreichte gegenüber 400 Klicks vor der Sendung danach über 40.000. Laloi ging mit 500 Euro nach Hause.[100] Im Überraschungsspecial am 28. Mai 2023 war sein Freund, dessen falscher Tipp als Telefonjoker Laloi in der damaligen Folge von der Gewinnleiter abstürzen ließ, zugegen und überraschte zusammen mit Jauch Laloi mit einem Videoanruf und einer Einladung zum zweiten Teil des Specials tags darauf. Laloi nutzte seine zweite Chance und erspielte 16.000 Euro.[101]
- In der Ausgabe vom 21. März 2022 stieg eine Kandidatin bei der 32.000-Euro-Frage aus, obgleich sie ihren Telefonjoker noch nicht eingesetzt hatte. Nach ihrem Ausstieg wurde einer ihrer Telefonjoker angerufen, der die Frage, wie Mariah Careys und Jim Carreys Nachnamen buchstabiert werden, korrekt beantwortete.[102]
- Bastian Bielendorfer war der erste und bislang einzige Kandidat, der sowohl in einer Normalausgabe (am 4. und 8. Oktober 2010) als auch im Prominenten-Special (am 17. November 2022) die Fragenleiter anging. Richard David Precht war der erste Kandidat, der an beiden Ausgaben teilnahm (reguläre Ausgabe am 17. November 2003, Prominenten-Special am 22. Mai 2017), es aber beim ersten Auftreten nicht auf den Stuhl in der Mitte schaffte.[103]
- Beim „großen Oster-Special“ wurde am 9. April 2023 eine Frage grammatikalisch falsch gestellt: „Vom welchem Farbton ist in Bezug auf Verkehrsampeln schon mal scherzhaft die Rede?“ anstelle „Von welchem ...?“. Dem folgte später eine besondere Panne, als Jauch eine eingeblendete Ernährungsfrage mit Antworten auf eine Fußballfrage vorlas: „Unter welchem Begriff lassen sich Empanadas, Gyoza, Manti, Piroggi und Raviolo zusammenfassen? A Schlüsselspieler, B Türstürmer, C Schlosstorwart, D Zylinderverteidiger.“ Jauch reklamierte dies nach wenigen Sekunden, dann erschien kurz die Frage „Wem vertraut der Fußballtrainer?“ ohne Antwortmöglichkeiten, ehe nach über vier Minuten die ursprüngliche Frage mit den richtigen Antwortmöglichkeiten „A Breibeutel, B Mustüten, C Teigtaschen, D Püreesäcke“ auftauchte. In derselben Sendung fiel Jauch ein Saalzuschauer auf, der als Zusatzjoker aufstand und in Körperhaltung und Mimik eine besondere Zuversicht ausstrahlte, die Antwort zu kennen. Jauch empfahl ihn der Kandidatin, und der Zuschauer wusste die richtige Lösung. Im Verlauf der Sendung wandte sich Jauch noch mehrmals an diesen Gast und dessen Frau, die angab, ihren Mann bereits dreimal erfolglos für die Sendung angemeldet zu haben. Spontan gab ihm Jauch eine Wildcard, am zweiten Tag des Specials an der Auswahlrunde teilzunehmen – über die er dann nicht hinauskam.
- In der Ausgabe vom 16. Oktober 2023 erzählte die letzte Kandidatin von ihrer 15 Jahre zurückliegenden Tätigkeit als Platzanweiserin bei den Bayreuther Festspielen, bei der sie für eine Sitzplatzreihe zuständig war und zugleich Programmhefte für 17,50 Euro verkaufte. Die meisten Besucher rundeten auf 20 Euro auf, was den kargen Stundenlohn aufbesserte. Jauch wollte wissen, wer kein Trinkgeld gab, und bekam die als regelmäßige Besucher bekannten Thomas Gottschalk und Angela Merkel als Antwort. Jauch bezeichnete dies als „sehr untypisches Verhalten“ von Gottschalk, und bei Merkel wundere es ihn auch. Er bot an, dies zu „heilen“, und zählte Münzgeld aus seiner Jackentasche auf die Hand der Kandidatin. Diese wies auf die Inflation hin und erhielt den gesamten Tascheninhalt von 5,05 Euro. Die Verabschiedungssequenz mit der Kandidatin am Ende der Folge musste wiederholt werden, weil der Teleprompter Jauch ihren Zwischenstand mit 8.000 anstelle von 16.000 Euro anzeigte.[104]
- Am 29. April 2024 spendierte Jauch einem Kandidaten einen zweiten Telefonjoker. Als bei 8.000 Euro die Frau am Hörer die Frage nach einem Bralette nicht beantworten konnte, bot Jauch dem Kandidaten an, den 50:50-Joker als letzte Hilfe einzusetzen und danach einen weiteren Telefonjoker, dessen Vater, anzurufen. Der Vater konnte nicht weiterhelfen; der Kandidat wollte, trotz Tendenz zur richtigen Antwort, aufhören – doch Jauch brachte ihn dazu, die Antwort einzuloggen. Ebenso ließ Jauch bei der 16.000-Euro-Frage das Aufgeben nicht zu und der Kandidat loggte seine favorisierte Antwort erneut mit Erfolg ein.[105][106]
- Am 2. und 5. September 2024 nahm Niclas Schell, der bis dato erfolgreichste Zusatzjoker, als Kandidat im Rahmen der „3-Millionen-Euro-Woche“ teil. Insgesamt fünf Fragen beantwortete Schell in drei Sendungen (8. Dezember 2016; 7. Februar 2022 (2 ×); 1. Januar 2024 (2 ×)) als Zusatzjoker richtig und erspielte sich damit einen Gewinn von 2.500 €. Als Kandidat gewann Schell zunächst 16.000 €, riskierte diese im Finale vollständig und erspielte sich dort 100.000 €.[107]
- Im Weihnachts-Special am 26. Dezember 2024 nahm eine Kandidatin erneut an einer Auswahlrunde teil, obwohl sie es bereits zuvor auf den Kandidatenstuhl geschafft und 500 Euro gewonnen hatte. Dabei gab sie als einzige Teilnehmerin die richtige Antwort, sodass eine zweite Auswahlrunde notwendig wurde, um einen berechtigten Kandidaten zu ermitteln. Bei regulären Folgen ist dieses Kuriosum in der Regel nicht möglich, da die Kandidaten nach einem Gewinn nicht mehr an ihren Platz im Auswahl-Panel zurückkehren. In diesem Special gab es jedoch einen fünften Joker, der neben einem weiteren, klassischen Zusatzjoker und dem Günther-Jauch-Joker erstmals auch ein Kandidaten-Zusatzjoker sein konnte. Damit allen anderen Kandidaten die gleiche Zahl an Jokern unter den Mitkandidaten zur Verfügung stand, kehrte jeder Kandidat nach Ende seines Spiels auf seinen ursprünglichen Platz zurück.
- Eines Rosenmontags würdig zeigte sich die Sendung vom 3. März 2025.[108] Als sich unter anderem eine Fluginfluencerin entschied, mit 8.000 Euro das Spiel zu beenden, überreichte sie Jauch eine Karte von sich als Bewerbung für die Moderation von Wer wird Millionär?, falls Jauch, der so alt sei „wie ihre Mama“, aufhören sollte. Zuvor konnte Philipp Rösler als Telefonjoker die 16.000-Euro-Frage, ob 200.000 Bahamer und knapp 5.000 Rheinland-Pfälzer in Coburg, Gotha, Oranien oder Nassau leben, nicht beantworten. Die Kandidatin, die Rösler nur als Hobbypiloten kannte und nichts von dessen politischer Vergangenheit wusste, war erstaunt, als ihr Jauch dessen politische Ämter nannte.
- Am 10. März 2025 erhielt ein Kandidat als 32.000-Euro-Frage vorgelegt: „Wegen zu beanstandender Inhalte ergab eine Überprüfung wovon bundesweit eine durchschnittliche „Störstoffquote“ von fast 5%? A Biotonnen, B Trinkwassser, C Briefkästen, D vegane Lebensmittel.“ Nach vier Minuten und dem vergeblichen Einsatz des Telefonjokers bemerkte der Kandidat das überzählige „s“ in der Antwort „Trinkwassser“, die er einloggen wollte. Doch dann kombinierte er richtig, dass, wenn „B“ die Lösung sein sollte, die Lösung nicht falsch geschrieben worden wäre und stieg mit 16.000 Euro aus. Gleichzeitig – sieben Minuten nach Einblendung der Frage – wurde der Rechtschreibfehler in der Einblendung korrigiert.
- Am 17. März 2025 behauptete ein Publikumsjoker, Jauch habe einen Abi-Durchschnitt von 3,4. Als Quelle gab er eine App der Show an. Günther Jauch korrigierte die „Gräuelpropaganda“ auf 3,1.
- Das Zocker-Special vom 2. Juni 2025 wurde anfangs zum Überraschungs-Special, als nur sieben Kandidaten in der Auswahlrunde saßen und Jauch einen Zuschauer aufforderte, sich auf den freien Platz zu setzen.[109]

## Gesellschaftlicher Einfluss
Wie andere Sendungen mit hohen Einschaltquoten im deutschen Fernsehen entwickelt WWM einen gesamtgesellschaftlichen Einfluss. So haben inzwischen die Begriffe „Telefonjoker“, „Publikumsjoker“ und „Fifty-fifty-Joker“ einen so hohen Bekanntheitsgrad erreicht, dass sie in der 24. Auflage des Duden-Rechtschreibwörterbuchs zu finden sind. Diese Tatsache wurde sogar in einer 125.000-Euro-Frage im Prominentenspecial vom 22. November 2007 thematisiert: „Welcher Begriff schaffte es nicht in die aktuelle, 24. Auflage des Rechtschreibdudens? A: Millionenfrage, B: Fifty-fifty-Joker, C: Telefonjoker, D: Publikumsjoker“ – Anke Engelke als Kandidatin beantwortete sie richtig, indem sie A wählte.
In anderen Quizsendungen wird immer wieder scherzhaft nach den aus WWM bekannten Jokern gefragt, wenn Kandidaten nicht weiterwissen.

## Auszeichnungen
- 2000: Deutscher Fernsehpreis – Beste Unterhaltungssendung
- 2001: Bambi für Günther Jauch
- 2006: Deutscher Fernsehpreis – Beste Unterhaltungssendung/Beste Moderation Unterhaltung für das Prominenten Special WWM 2006

## Software

### Computerspiele
Bereits im Jahr 2000 erschien ein PC-Spiel von Eidos zur Quizshow. Es folgten mehrere Nachfolger sowie Umsetzungen für verschiedene Konsolen und Handhelds. So auch eine Reihe von Ubisoft die 2007 auf Nintendo Wii und DS startete.
- Wer wird Millionär? – 1. Edition
- Wer wird Millionär – 2. Edition
- Wer wird Millionär – 3. Edition
- Wer wird Millionär – Vierte Edition
- Wer wird Millionär – Sport Edition
- Wer wird Millionär – Party Edition
- Wer wird Millionär Junior
- Wer wird Millionär – Collectors Edition (beinhaltet 3. Edition, Vierte Edition und Sport Edition)

### DVD-Spiel
Abgestimmt auf die Fernsehsendung, gibt es ein gleichnamiges DVD-Spiel von Ravensburger, von dem zwei Editionen erhältlich sind. In der ersten Version gab es nach Erreichen der Millionenfrage eine Reise zu gewinnen.

### App-Spiel
Für Android und iOS-Geräte gibt es eine eigene App zur Sendung, die im Stil des Wer wird Millionär? Trainingslagers gehalten wurde.